# ファイナルファンタジーXIV
『ファイナルファンタジーXIV』（ファイナルファンタジーフォーティーン、FINAL FANTASY XIV、FINAL FANTASY XIV ONLINE、略称: FFXIV、FF14）は、スクウェア・エニックスが開発したファイナルファンタジーシリーズのナンバリングタイトル第14作目にあたり、ファイナルファンタジーXI（FFXI）以来2作目のMMORPGである。Windows（PC）版がオリジナルとなるのはシリーズ初である。
同ゲームのプレイヤーは「光の戦士」を省略して「ヒカセン」と呼ばれており、公式生放送や公式HPでも使われることがある。
本項では、旧版と新生版の双方について記述する。

## 概要

### ファイナルファンタジーXIV（1.0）
「旧版」「根性版」などの通称で呼ばれ2.0以降の新生版とは区別される。2010年9月30日発売。推奨性能として発売当時のハイエンド級を要求しており、発売に先駆けてベンチマークソフトである『FINAL FANTASY XIV OFFICIAL BENCHMARK』が公開。パソコンメーカー各社より、FF14推奨パソコンが発売されたり、パソコンショップでハイエンドのグラフィックボードが飛ぶように売れるといった「『FFXIV』特需」というべき現象が見られた。
しかし、実際に正式サービスが始まって以降は、ユーザーインターフェースの構造問題、多くの深刻なバグ、システム上あるいは仕様上の欠点・欠陥、メールシステムなどのインフラの欠如、コンテンツの少なさ、ゲームバランスの問題などMMOゲームとしての基本的システムについての不満がユーザーより数多く出るようになった。これらの不満点はベータテスト時代から報告が出ていたが、実際には正式サービスまでに改善されることはなかったものである。そのため、無料期間を延長する等の措置を行うも、不満の声は収まらず、ついには公式サイトにおいてスクウェア・エニックス社長である和田洋一による「お客様からファイナルファンタジーとしてご期待いただいている水準に達していないと、深く反省するとともに、心よりお詫び申し上げます」との謝罪文とプロデューサーの更迭も含む開発体制の大幅な刷新、当面の課金無料の継続とPlayStation 3版の発売延期を発表するに至った。その後、開発を根本からやり直した『新生FFXIV』への移行計画が発表されたため、本バージョンはわずか2年で終了することになった。ただし、『新生FFXIV』の開発が遅れているため、正式サービス終了後の11月21日より旧版『FFXIV』のサーバー再起動が始まるも12月31日に終了した。『新生FFXIV』に引き継がれるプレイヤーのデータは、2012年11月1日に行われた「キャラクターデータ最終セーブメンテナンス」時点のものと告知されており、延長稼動分のプレイは反映されない。
新生版への移行はゲーム内では「エオルゼアの激変」（「第七霊災」と「メテオ計劃」）というストーリーの一環として扱われ、新生後は新たなストーリー（第七星暦時代）へと完全に移行するため、旧版のイベントはプレイ不可能となる。公式YouTubeチャンネルでは旧版のエンディングに相当する第七霊災の結末を描いた6分弱のムービー「時代の終焉」が公開されている。
なお、開発チームのスタッフは、チーム内で本バージョンを新生版と区別する際に『根性版FFXIV』と呼称している。由来は「開発を根性でやらないといけないから」。あくまでも非公式の社内方言であるが、一部のゲーム系メディアでも、稼動終了後は『現行版』の代わりに『根性版』と記載する記事が見られる。
新生版でプロデューサー兼ディレクターを務めた吉田直樹は、GDC2014の講演の中で、旧版の失敗の要因について、以下の4つを挙げている。
1. 『FFXI』の発売から8年もの間、市場やユーザーの要望の変化[注釈 2]にスクウェア・エニックスが気づけなかった。
2. グラフィックを重視するあまり、プレイ性がおろそかになった。
3. ユーザーが多少の不手際を許容してくれるとスクウェア・エニックスが考えていた。
4. MMORPGの開発には大規模な開発体制や多額の費用が求められるため、企業がMMORPGを作らなくなったことで、日本のMMORPG市場の衰退を招き、このジャンルを理解している制作者がいなくなった。

吉田はグラフィック偏重の例として、街中にあるフラワーポット（鉢植え）を挙げており、このオブジェクト1つにつき、プレイヤーキャラクター1人分に相当する1,000ポリゴン、150ラインのシェーダーコードが使われている。負荷軽減のため、プレイヤーキャラクターの最大表示人数を20人に減らされた。また、PlayStation 2ではグラフィッカーが丹精込めて作り上げたグラフィックが評価されたものの、時代が下り、フルHDが一般的になると、グラフィッカーの数を増やす必要もあった。加えて吉田は、グラフィッカー同士が切磋琢磨してグラフィックの質を上げた結果、あのようなフラワーポットができてしまったと説明している。

### ファイナルファンタジーXIV: 新生エオルゼア（2.0）
『ファイナルファンタジーXIV: 新生エオルゼア』（ファイナルファンタジーフォーティーン しんせいエオルゼア、FINAL FANTASY XIV: A REALM REBORN、FINAL FANTASY XIV: A Realm Reborn、略称：新生FFXIV、新生FF14、FF14新生）は、旧版から大幅な変更が加えられた新バージョンである。2013年8月27日発売。現在『FFXIV』を新規でプレイする場合、旧版の内容はスキップされ2.0からのスタートとなる。
旧『ファイナルファンタジーXIV』において育成されたキャラクターに関しては、既存のゲームサーバーにそのまま引き継がれる。引き継ぎされたキャラは、しばらくの間新設されるゲームサーバーに移転することはできない。
新規キャラクターを制作する場合は、既存のゲームサーバーを含め自由に作成でき、制約はない。旧『ファイナルファンタジーXIV』のプレイヤーが新設されるゲームサーバーにおいてプレイする場合、キャラクターを新たに作成する必要がある。
これまでに、いくつかの拡張パッケージが作られている。
『ファイナルファンタジーXIV: 蒼天のイシュガルド』（3.0）（ファイナルファンタジーフォーティーン そうてんのイシュガルド、FINAL FANTASY XIV: HEAVENSWARD）
第一弾の拡張パッケージ。新マップ、新ジョブ、新種族などが追加された新バージョンである。2015年6月23日発売。
『ファイナルファンタジーXIV: 紅蓮のリベレーター』（4.0）（ファイナルファンタジーフォーティーン ぐれんのリベレーター、FINAL FANTASY XIV: STORMBLOOD）
第二弾の拡張パッケージ。PS3版はサポートが終了し、パッチ適用後は起動そのものが不可能となる。2017年6月20日発売。
『ファイナルファンタジーXIV: 漆黒のヴィランズ』（5.0）（ファイナルファンタジーフォーティーン しっこくのヴィランズ、FINAL FANTASY XIV: SHADOWBRINGERS）
第三弾の拡張パッケージ。Windows版32bitOSとDirectX9はサポートされなくなる。2019年7月2日発売。
『ファイナルファンタジーXIV: 暁月のフィナーレ』（6.0）（ファイナルファンタジーフォーティーン ぎょうげつのフィナーレ、FINAL FANTASY XIV: ENDWALKER）
第四弾の拡張パッケージ。本拡張よりディスク版の販売が廃止され、ダウンロード販売のみとなった。2021年12月7日発売。
『ファイナルファンタジーXIV: 黄金のレガシー』（7.0）（ファイナルファンタジーフォーティーン おうごんのレガシー、FINAL FANTASY XIV: DAWNTRAIL）
第五弾の拡張パッケージ。ダウンロード販売のみとなった。2024年7月2日発売。

## 拡張パッケージ&パッチ表
- 太字は拡張パッケージ。それ以外はパッチ。

| パッチ | タイトル           | リリース日     |
| ------ | ------------------ | -------------- |
| 2.0    | 新生エオルゼア     | 2013年8月27日  |
| 2.1    | 覚醒せし者たち     | 2013年12月17日 |
| 2.2    | 混沌の渦動         | 2014年3月27日  |
| 2.3    | エオルゼアの守護者 | 2014年7月8日   |
| 2.4    | 氷結の幻想         | 2014年10月28日 |
| 2.5    | 希望の灯火         | 2015年1月20日  |
| 3.0    | 蒼天のイシュガルド | 2015年6月23日  |
| 3.1    | 光と闇の境界       | 2015年11月10日 |
| 3.2    | 運命の歯車         | 2016年2月23日  |
| 3.3    | 最後の咆哮         | 2016年6月7日   |
| 3.4    | 魂を継ぐ者         | 2016年9月27日  |
| 3.5    | 宿命の果て         | 2017年1月17日  |
| 4.0    | 紅蓮の解放者       | 2017年6月20日  |
| 4.1    | 英雄の帰還         | 2017年10月10日 |
| 4.2    | 暁光の刻           | 2018年1月30日  |
| 4.3    | 月下の華           | 2018年5月22日  |
| 4.4    | 狂乱の前奏曲       | 2018年9月18日  |
| 4.5    | 英雄への鎮魂歌     | 2019年1月8日   |
| 5.0    | 漆黒の反逆者       | 2019年7月2日   |
| 5.1    | 白き誓約、黒き密約 | 2019年10月29日 |
| 5.2    | 追憶の凶星         | 2020年2月18日  |
| 5.3    | クリスタルの残光   | 2020年8月11日  |
| 5.4    | もうひとつの未来   | 2020年12月8日  |
| 5.5    | 黎明の死闘         | 2021年4月13日  |
| 6.0    | 暁月の終焉         | 2021年12月7日  |
| 6.1    | 新たなる冒険       | 2022年4月12日  |
| 6.2    | 禁断の記憶         | 2022年8月23日  |
| 6.3    | 天の祝祭・地の鳴動 | 2023年1月10日  |
| 6.4    | 玉座の咎人         | 2023年5月19日  |
| 6.5    | 光明の起点         | 2023年10月3日  |
| 7.0    | 黄金の遺産         | 2024年7月2日   |
| 7.1    | 未知との邂逅       | 2024年11月12日 |
| 7.2    | 永久の探求者       | 2025年3月25日  |
| 7.3    | 明日への道標       | 2025年8月5日   |

## 制作・販売

### 新生版
新生版の開発に際しては、MMORPGとして一般的な仕様を盛り込んだうえで、FFシリーズらしさを保つためのコアデザインを決めたのち、新生版のシステムデザインへと移行した。新生版のシステムデザインが終わるまでの間、プログラマーたちはMMORPGの研究や旧版のアップデートを担当していた。旧版のアップデートと新生版の開発は一つのチームが並行して行っていた。
2013年2月中旬から8月まで新生版のベータテストが行われた。発表当初のロードマップでは2012年10月に新生クライアントの配布が始まり旧版終了後1か月半ほどの11月中旬からは新生版に切り替わるはずであったが、実際には開発が遅れて旧版の終了から『新生FFXIV』開始の間に大幅な空白期間が生じることになった。
UI（ユーザーインターフェース）の一新、戦闘システムにおける大幅な変更（「クロスホットバー」というゲームパッド専用の操作インターフェイスシステムや、『旧FFXIV』における「バトルレジメン」を改良した連携システム「リミットブレイク」など）、マップの全変更（シームレスマップを撤廃し、『ファイナルファンタジーXI』と同様の、エリア単位でマップを区切る方式となり、各エリアは構造や地形などが、まったく異なったものへと変化する）など、旧『FINAL FANTASY XIV』とは全く別のゲームに変わる。マップの全変更については、マップにおける変更点の数とムービー「時代の終焉」における演出を絡めている箇所が見られる。
描画エンジンをはじめとした開発用のエンジンを刷新しており、Crystal ToolsでもLuminous Studio（現Luminous Engine）でもない、専用のエンジンを開発した。これには橋本善久をはじめ、Luminous Studioの開発チームの多くもエンジン開発に加わったという。また、悪評を払拭するため、「2012年12月に世界が終わる」というマヤ暦の予言をヒントに、冒険者たちが隕石落下の阻止に奔走するという物語が作り上げられた。

## 沿革
- 2009年
  - 6月3日にアメリカで開催された「Electronic Entertainment Expo 2009」で、『FFXIV』を2010年に発売すると発表。同日、ティザーサイトを開設（それまで「ラプチャー」と呼ばれていた次世代MMORPGが、『FFXIV』であったことが判明する）。
- 2010年
  - 6月16日にはベンチマークソフトである『FINAL FANTASY XIV OFFICIAL BENCHMARK』が公開。
  - 9月22日に先行ログイン可能な『ファイナルファンタジーXIV コレクターズエディション』が発売。
  - 9月30日に正式サービスが開始。
  - 10月15日と11月15日の2回にわたってパッケージに付属していた30日課金無料期間を30日ずつ延長[49][50]。
  - 12月10日に、社長による謝罪と開発体制の大幅刷新発表、当面の無料化発表[3]。
  - 12月28日、アメリカのゲーム情報サイト「GameTrailers」の開催した「Game of the Year Awards 2010」の「Most Disappointing Game（もっとも期待はずれだったゲーム）」部門において、『FFXIV』が大賞選出[51]。
- 2011年
  - 公式フォーラムが開設される。
  - 東北地方太平洋沖地震による電力不足の影響で、3月13日より25日までサービスを中断。
  - 10月14日に公式サイトにおいて「ファイナルファンタジーXIVの未来に関して」と題して、『新生ファイナルファンタジーXIV』の概要と、今後の開発ロードマップを発表[52]。
- 2012年
  - 1月6日より、開始以来初の課金開始。
  - 3月27日にサーバーをこれまでの18ワールドから10ワールドに統合合併。
  - 7月27日に、それまで『新生FFXIV』と呼称していたリニューアルバージョンの正式名称『ファイナルファンタジーXIV: 新生エオルゼア』（FINAL FANTASY XIV: A REALM REBORN）と新タイトルロゴを発表し、公式サイトを開設[53]。
  - 11月1日にキャラクターデータ最終セーブメンテナンス（以降のプレイは『新生』には引き継がれない）を行い、それ以降は高レベルモンスターが大量に街に攻め込んでくる等のフィナーレに向けた特殊なイベントが行われた[54]。
  - 11月11日 17時00分に旧版のワールドダウン。
  - 11月21日より、旧版『FFXIV』のワールドを暫定再稼動させるも2012年12月31日正式サービスを一旦終了。
- 2013年
  - 2月下旬より、『新生ファイナルファンタジーXIV』βテストフェーズ1がスタート（βテストフェーズ1〜フェーズ3はクローズドとなる）。
  - 5月24日、『新生ファイナルファンタジーXIV』Windows PC版及びPlayStation 3版の発売予定日およびサービス開始予定日を8月27日と発表、同時に予約販売受付を開始した。
  - 6月14日から7月15日まで『新生ファイナルファンタジーXIV』βテストフェーズ3が行われた。
  - 8月17日から19日まで『新生ファイナルファンタジーXIV』βテストフェーズ4（オープンベータ）が行われた。
  - 8月24日、アーリーアクセスが開始された。
  - 8月27日、発売とともに正式サービス（2.0）「新生エオルゼア」が再開された。
  - 12月17日、パッチ(FFXIV PATCH)2.1「覚醒せし者たち」(A REALM AWOKEN)がリリースされた。
- 2014年
  - 1月27日、『新生ファイナルファンタジーXIV』PlayStation 4版の予約販売受付を開始した。
  - 2月22日から3月3日まで『新生ファイナルファンタジーXIV』PlayStation 4版βテストフェーズ1が行われた。
  - 3月27日、パッチ2.2「混沌の渦動」(THROUGH THE MAELSTROM)がリリースされた。
  - 4月4日から4月7日まで『新生ファイナルファンタジーXIV』PlayStation 4版βテストフェーズ2が行われた。
  - 4月11日、PlayStation 4版のアーリーアクセスが開始された。
  - 4月14日、『新生ファイナルファンタジーXIV』PlayStation 4版の発売とともに正式サービスが開始された。
  - 7月8日、パッチ2.3「エオルゼアの守護者」(DEFENDERS of EORZEA)がリリースされた。
  - 10月28日、パッチ2.4「氷結の幻想」(DREAMS of ICE)がリリースされた。
- 2015年
  - 1月20日、パッチ2.5「希望の灯火」(BEFORE THE FALL)がリリースされた。
  - 6月23日、発売とともに正式サービス（3.0）「蒼天のイシュガルド」が開始された。また、Mac版のサービスが開始された。
  - 7月3日、吉田プロデューサー兼ディレクターによる謝罪とMac版の販売一時停止及びMac版購入者向けの返金対応を行うと発表[55]。
  - 8月21日、世界累計登録者数が500万を突破したと発表。日本・北米・欧州・中国の4リージョンの累計アカウント数を指しており、フリートライアル版のものは含まれない[56]。
  - 11月10日、パッチ3.1「光と闇の境界」(AS GOES LIGHT , SO GOES DARKNESS)がリリースされた。
- 2016年
  - 2月1日、Mac版の販売再開を2月23日より行うことと、Mac版購入者向けの返金対応を2月22日11:00をもって終了すると発表[57]。
  - 2月23日、パッチ3.2「運命の歯車」(THE GEARS OF CHANGE)がリリースされた。
  - 6月7日、パッチ3.3「最後の咆哮」(REVENGE OF THE HORDE)がリリースされた。
  - 9月27日、パッチ3.4「魂を継ぐ者」(SOUL SURRENDER)がリリースされた。
- 2017年
  - 1月17日、パッチ3.5「宿命の果て」(THE FAR EDGE OF FATE)がリリースされた。
  - 4月29日、『ファイナルファンタジーXIV: 紅蓮のリベレーター』のベンチマークソフトが公開された。それに伴い、旧ベンチマークソフト（新生エオルゼア版、蒼天のイシュガルド版）の公開が終了した[58]。
  - 6月20日、正式サービス（4.0）「紅蓮のリベレーター」が開始された。
  - 7月、登録アカウント数が1000万突破（日本・北米・欧州・中国・韓国の5 リージョンの累計アカウント数。フリートライアル版のアカウントを含む）[59]。
  - 10月10日、パッチ4.1「英雄の帰還」(THE LEGEND RETURNS)がリリースされた。
- 2018年
  - 1月30日、パッチ4.2「暁光の刻」(RISE OF A NEW SUN)がリリースされた。
  - 5月22日、パッチ4.3「月下の華」(UNDER THE MOONLIGHT)がリリースされた。
  - 8月、登録アカウント数が1400万突破（日本・北米・欧州・中国・韓国の5 リージョンの累計アカウント数。フリートライアル版のアカウントを含む）[60]。
  - 9月18日、パッチ4.4「狂乱の前奏曲」(PRELUDE IN VIOLET)がリリースされた。
- 2019年
  - 1月8日、パッチ4.5「英雄への鎮魂歌」(A REQUIEM FOR HEROES)がリリースされた。
  - 5月24日、登録アカウント数が1600万突破（日本・北米・欧州・中国・韓国の5 リージョンの累計アカウント数。フリートライアル版のアカウントを含む）[61]。
  - 7月2日、正式サービス（5.0）「漆黒のヴィランズ」が開始された。
  - 10月29日、パッチ5.1「白き誓約、黒き密約」(VOWS OF VIRTUE , DEEDS OF CRUELTY)がリリースされた。
  - 12月14日、登録アカウント数が1800万突破（日本・北米・欧州・中国・韓国の5 リージョンの累計アカウント数。フリートライアル版のアカウントを含む）[62]。
- 2020年
  - 2月18日、パッチ5.2「追憶の凶星」(ECHOES OF A FALLENSTAR)がリリースされた。
  - 7月22日、登録アカウント数が2000万突破（日本・北米・欧州・中国・韓国の5 リージョンの累計アカウント数。フリートライアル版のアカウントを含む）[63]。
  - 8月11日、パッチ5.3「クリスタルの残光」(REFLECTIONS IN CRYSTAL)がリリースされた[64]。同時にフリートライアルにも大幅な拡張を入れた（蒼天までのプレイ権、レベルキャップ解放、蒼天実装の3ジョブと紅蓮実装ジョブ青魔道士の使用可能 等)。コロナウイルスの影響で、開発体制の変更などにより当初のリリース予定より2ヶ月弱の遅れとなった。
  - 12月8日、パッチ5.4「もうひとつの未来」(FUTURES REWRITTEN)がリリースされた。
- 2021年
  - 4月13日、パッチ5.5「黎明の死闘」(DEATH UNTO DAWN)がリリースされた。同時に、PlayStation 5版のオープンβテストが開始された[65]。
  - 5月25日、パッチ5.55「黎明の死闘」(DEATH UNTO DAWN)Part2がリリースされた。同時に、PlayStation 5版の正式サービスが開始された。
  - 12月2日、登録アカウント数が2500万突破（日本・北米・欧州・中国・韓国の5 リージョンの累計アカウント数。フリートライアル版のアカウントを含む）。
  - 12月7日、正式サービス（6.0）「暁月のフィナーレ」が開始された。
- 2022年
  - 1月14日、大規模なプレイヤー増加に対応するため、オセアニアDCの新設と既存データセンターの拡張計画が発表された。また、新規プレイヤー向けのダウンロード版販売が日本時間1月25日17:00以降より順次販売を再開する一方、フリートライアル版については引き続き受付停止措置が継続となった[66]。
  - 1月25日、パッチ6.08が実装された。新規プレイヤー向けのダウンロード版販売が再開され、オセアニアDCが新設された[67][68]。
  - 2月19日、「第68回プロデューサーレターライブ」内で、フリートライアル版の新規登録受付を2月22日より再開することが発表された[69]。また、メジャーパッチ配信サイクルを3.5ヶ月から4ヶ月に延長すると表明した[70]。
  - 2月22日、フリートライアル版の新規登録受付が再開された。
  - 4月12日、パッチ6.1「新たなる冒険」(NEWFOUND ADVENTURE)がリリースされた。
  - 8月23日、パッチ6.2「禁断の記憶」(BURIED MEMORY)がリリースされた。
- 2023年
  - 1月10日、パッチ6.3「天の祝祭・地の鳴動」(GODS REVEL, LANDS TREMBLE)がリリースされた。
  - 5月19日、パッチ6.4「玉座の咎人」(THE DARK THRONE)がリリースされた。
  - 7月26日、2024年春にXbox Series X/Sでの正式サービス開始を発表。同時に次期パッチ6.5でXbox Series X/S版βテストを開始予定であることも明かした[71]。
  - 10月3日、パッチ6.5「光明の起点」(GROWING LIGHT)がリリースされた。同時にフリートライアルにも大幅な拡張を入れた（紅蓮までのプレイ権、レベルキャップ解放、紅蓮実装ジョブの侍・赤魔道士の使用可能 等)。
- 2024年
  - 3月21日、Xbox Series X/S版の正式サービスが開始された[72]。
  - 7月2日、正式サービス（7.0）「黄金のレガシー」が開始された。
  - 11月12日、パッチ7.1「未知との邂逅」(CROSSROADS)がリリースされた。
- 2025年
  - 3月25日、パッチ7.2「永久の探求者」(SEEKERS OF ETERNITY)がリリースされた。

## 製品情報
『ファイナルファンタジーXIV: 新生エオルゼア』、『ファイナルファンタジーXIV: 蒼天のイシュガルド』、『ファイナルファンタジーXIV: 紅蓮のリベレーター』、『ファイナルファンタジーXIV: 漆黒のヴィランズ』、『ファイナルファンタジーXIV: 暁月のフィナーレ』、『ファイナルファンタジーXIV: 黄金のレガシー』では、以下の5つの環境が提供される。
1. Windows パソコン
2. PlayStation 4
3. PlayStation 5
4. Mac パソコン
5. Xbox Series X/S

以上に加え、ブロードバンド環境及び、PlayStation 4とPlayStation 5版の場合はPlayStation NetworkのID、Xbox Series X/S版の場合はMicrosoftアカウントIDとXbox ネットワークのIDが必要となる。
なお、『ファイナルファンタジーXIV: 新生エオルゼア』よりサービスが提供されていたPlayStation 3版は、2017年6月16日 パッチ4.0実装をもってサポートが終了した。
また、ゲームをプレイするのに必要なソフトのバージョン（パッケージ及びダウンロードの種類）は以下のとおりである。ソフト価格等の詳細については「公式サイト（商品情報）」を参照のこと。
パッチ5.3でスターターパックおよびフリートライアルのプレイ権利が拡大された（パッチ5.2までは新生エオルゼアのみとなっていた）。
パッチ6.0を以ってパッケージ版の販売が終了しダウンロード販売のみとなった。
パッチ6.5でスターターパックおよびフリートライアルのプレイ権利がさらに拡大された（パッチ6.4までは蒼天のイシュガルドまでとなっていた）。

### ソフトのバージョン
Windows パソコン/PlayStation 4/PlayStation 5/Mac パソコン/Xbox Series X/S
- ファイナルファンタジーXIV: ONLINE スターターパック（ダウンロード）

※『ファイナルファンタジーXIV: 新生エオルゼア』、『ファイナルファンタジーXIV: 蒼天のイシュガルド』、『ファイナルファンタジーXIV: 紅蓮のリベレーター』のソフトのみ。以降の拡張パッケージは含まれない。
- ファイナルファンタジーXIV: ONLINE コンプリートパック 通常版（ダウンロード）

※『ファイナルファンタジーXIV: 新生エオルゼア』、『ファイナルファンタジーXIV: 蒼天のイシュガルド』、『ファイナルファンタジーXIV: 紅蓮のリベレーター』、『ファイナルファンタジーXIV: 漆黒のヴィランズ』、『ファイナルファンタジーXIV: 暁月のフィナーレ』、『ファイナルファンタジーXIV: 黄金のレガシー』がセットになったパッケージ
- ファイナルファンタジーXIV: ONLINE コンプリートパック コレクターズエディション（ダウンロード）
- ファイナルファンタジーXIV: 黄金のレガシー 通常版（ダウンロード）

※プレイするには『ファイナルファンタジーXIV: 新生エオルゼア』、『ファイナルファンタジーXIV: ONLINE スターターパック』、2024年7月1日以前に販売されていた『ファイナルファンタジーXIV コンプリートパック』のいずれかのソフトとレジストレーションコードが必要だが、『ファイナルファンタジーXIV: 紅蓮のリベレーター』、『ファイナルファンタジーXIV: 漆黒のヴィランズ』、『ファイナルファンタジーXIV: 黄金のレガシー』のソフトも内部に含まれており、新生エオルゼア・蒼天のイシュガルド・紅蓮のリベレーターのプレイ権利のみ所持している場合でもこのソフトを購入することで、漆黒のヴィランズ以降のコンテンツもプレイ可能。
- ファイナルファンタジーXIV: 黄金のレガシー コレクターズエディション（ダウンロード）

※新生エオルゼア、蒼天のイシュガルド、紅蓮のリベレーター、漆黒のヴィランズ、暁月のフィナーレ分の特典（未購入のコレクターズエディション分は除く）も付属
- ファイナルファンタジーXIV: ONLINE フリートライアル版（ダウンロード）

※制限付きで『ファイナルファンタジーXIV: 新生エオルゼア』『ファイナルファンタジーXIV: 蒼天のイシュガルド』『ファイナルファンタジーXIV: 紅蓮のリベレーター』を無料でプレイ可能。詳細については「フリートライアル(FREE TRIAL) 公式サイト」を参照のこと。
販売終了したバージョン
- ファイナルファンタジーXIV: 新生エオルゼア 通常版（パッケージ、ダウンロード）
- ファイナルファンタジーXIV: 新生エオルゼア コレクターズエディション（パッケージ、ダウンロード）
- ファイナルファンタジーXIV: ONLINE（パッケージ、ダウンロード）

※『ファイナルファンタジーXIV: 新生エオルゼア』と『ファイナルファンタジーXIV: 蒼天のイシュガルド』がセットになったパッケージ
- ファイナルファンタジーXIV: 蒼天のイシュガルド 通常版（パッケージ、ダウンロード）
- ファイナルファンタジーXIV: 蒼天のイシュガルド コレクターズエディション（パッケージ、ダウンロード）

※いずれもWindows パソコン版、PlayStation 3版、PlayStation 4版
- ファイナルファンタジーXIV: ONLINE（パッケージ、ダウンロード）

※『ファイナルファンタジーXIV: 新生エオルゼア』から『ファイナルファンタジーXIV: 紅蓮のリベレーター』までがセットになったパッケージ
- ファイナルファンタジーXIV: ONLINE コンプリートパック 通常版（パッケージ、ダウンロード）
- ファイナルファンタジーXIV: ONLINE コンプリートパック コレクターズエディション（ダウンロード）
- ファイナルファンタジーXIV: 紅蓮のリベレーター 通常版（パッケージ、ダウンロード）
- ファイナルファンタジーXIV: 紅蓮のリベレーター コレクターズエディション（パッケージ、ダウンロード）
- ファイナルファンタジーXIV: ONLINE スターターパック（パッケージ、ダウンロード）

※『ファイナルファンタジーXIV: 新生エオルゼア』のソフトのみ。拡張パッケージは含まれない。
- ファイナルファンタジーXIV: ONLINE（パッケージ、ダウンロード）

※『ファイナルファンタジーXIV: 新生エオルゼア』から『ファイナルファンタジーXIV: 漆黒のヴィランズ』までがセットになったパッケージ
- ファイナルファンタジーXIV: 漆黒のヴィランズ 通常版（パッケージ、ダウンロード）
- ファイナルファンタジーXIV: 漆黒のヴィランズ コレクターズエディション（パッケージ、ダウンロード）

※いずれもWindows パソコン版、PlayStation 4版
- ファイナルファンタジーXIV: ONLINE フリートライアル版（ダウンロード）

※制限付きで『ファイナルファンタジーXIV: 新生エオルゼア』を無料でプレイ可能。
※いずれもWindows パソコン版、PlayStation 4版、Mac パソコン版
- ファイナルファンタジーXIV: ONLINE（ダウンロード）

※『ファイナルファンタジーXIV: 新生エオルゼア』から『ファイナルファンタジーXIV: 暁月のフィナーレ』までがセットになったパッケージ
- ファイナルファンタジーXIV: 暁月のフィナーレ 通常版（ダウンロード）
- ファイナルファンタジーXIV: 暁月のフィナーレ コレクターズエディション（ダウンロード）
- ファイナルファンタジーXIV: ONLINE フリートライアル版（ダウンロード）

※制限付きで『ファイナルファンタジーXIV: 新生エオルゼア』『ファイナルファンタジーXIV: 蒼天のイシュガルド』を無料でプレイ可能。
※いずれもWindows パソコン版、PlayStation 4版、PlayStation 5版、Mac パソコン版、Xbox Series X/S版
PlayStation 5版
- ファイナルファンタジーXIV: ONLINE（ダウンロード）

※『ファイナルファンタジーXIV: 新生エオルゼア』から『ファイナルファンタジーXIV: 漆黒のヴィランズ』までがセットになったパッケージ
- ファイナルファンタジーXIV: 漆黒のヴィランズ 通常版（ダウンロード）
- ファイナルファンタジーXIV: 漆黒のヴィランズ コレクターズエディション（ダウンロード）

Mac パソコン版
- ファイナルファンタジーXIV: ONLINE（ダウンロード）

※『ファイナルファンタジーXIV: 新生エオルゼア』から『ファイナルファンタジーXIV: 紅蓮のリベレーター』までがセットになったパッケージ
- ファイナルファンタジーXIV: ONLINE コンプリートパック 通常版（ダウンロード）
- ファイナルファンタジーXIV: ONLINE コンプリートパック コレクターズエディション（ダウンロード）
- ファイナルファンタジーXIV: 紅蓮のリベレーター 通常版（ダウンロード）
- ファイナルファンタジーXIV: 紅蓮のリベレーター コレクターズエディション（ダウンロード）
- ファイナルファンタジーXIV: ONLINE スターターパック（ダウンロード）

※『ファイナルファンタジーXIV: 新生エオルゼア』のソフトのみ。拡張パッケージは含まれない。
- ファイナルファンタジーXIV: ONLINE（ダウンロード）

※『ファイナルファンタジーXIV: 新生エオルゼア』から『ファイナルファンタジーXIV: 漆黒のヴィランズ』までがセットになったパッケージ
- ファイナルファンタジーXIV: 漆黒のヴィランズ 通常版（ダウンロード）
- ファイナルファンタジーXIV: 漆黒のヴィランズ コレクターズエディション（ダウンロード）

### コレクターズエディションについて
コレクターズエディションは、インゲームアイテムやサウンドトラック、アートブックをはじめとした様々な特典が付属する。なお、通常版・コレクターズエディション版を問わず予約特典付きを購入した場合、予約特典としてインゲームアイテムおよび数量限定で先行ログイン権を獲得することができる。
また、通常版からコレクターズエディションにアップグレードする「デジタルアップグレード」が提供されている。デジタルアップグレードにおける特典はインゲームアイテムのみであり、パッケージ版コレクターズエディションに付属するそれ以外の特典は手に入らない。

### 旧版の購入者
旧『ファイナルファンタジーXIV』のプレイヤー（課金しなかったことにより、凍結しているアカウントも含む）には、無償で『ファイナルファンタジーXIV: 新生エオルゼア』のソフトがダウンロード提供される。旧『ファイナルファンタジーXIV』においてコレクターズエディションを購入していた場合、サービスアカウントにレジストレーションコードが紐付けされていれば自動的にコレクターズエディション扱いになり、インゲームアイテムを入手することが可能である。ただし、予約特典のインゲームアイテムは新しいパッケージを購入しないと手に入らない。

### 新生における契約プラン
『FFXIV』(「ファイナルファンタジーXIV スターターパック」または「ファイナルファンタジーXIV コンプリートパック」)を購入すると30日間の無料プレイ期間が設けられているが、以降もプレイを継続する場合は以下のプランを契約する必要がある（レガシープランについては旧版の有料利用者のみ、詳細は後述のレガシーキャンペーンを参照）。なお、プランの契約料金等の詳細については「公式サイト（利用料金等に関して）」を参照のこと。
| サービス名   | 契約周期 | 利用料金（クレジットカードまたはCrystaの自動継続） | 1ワールドあたり作成可能なキャラクター数 |
| ------------ | -------- | -------------------------------------------------- | --------------------------------------- |
| エントリー   | 30日     | 1,280円（税込1,408円）                             | 8                                       |
| スタンダード | 30日     | 1,480円（税込1,628円）                             | 8                                       |
| スタンダード | 90日     | 4,140円（税込4,554円）                             | 8                                       |
| レガシー     | 30日     | 980円（税込1,078円）                               | 8                                       |
| レガシー     | 90日     | 2,640円（税込2,904円）                             | 8                                       |

レガシーキャンペーン
エントリーおよびスタンダードプランより恒久的に割引料金で利用でき、その他の特典も付属するキャンペーン。『新生FFXIV』のβテスト開始までの間に、旧版のサービス利用料金を90日以上支払った人が対象。

## 動作環境
現在（7.0）の動作環境。6.0より動作環境の引き上げが行われているため、注意が必要。
Windows 必要動作環境
- OS Windows 11 64 bit, Windows 10 64 bit
- CPU Intel Core i7-7700以上
- メインメモリ 8GB以上
- ハードディスク空き容量 140GB以上
- グラフィックカード NVIDIA® Geforce GTX970以上、AMD Radeon RX 480以上
- 画面解像度 1280×720
- インターネット ブロードバンド接続
- サウントカード DirectSound 対応サウンドカード
- DirectX DirectX 11

Windows  推奨動作環境
- OS Windows 11 64 bit, Windows 10 64 bit
- CPU Intel Core i7-9700以上
- メインメモリ 16GB以上
- SSD空き容量 140GB以上
- グラフィックカード NVIDIA Geforce RTX2060(6GB)以上、AMD Radeon RX 5600 XT以上
- 画面解像度 1920×1080
- インターネット ブロードバンド接続
- サウントカード DirectSound 対応サウンドカード
- DirectX DirectX 11

PlayStation 4
- ストレージ空き容量 100GB以上
- ワイヤレスコントローラー（DUALSHOCK 4） 必須
- キーボード 任意（キーボードモード操作可能）
- PlayStation Network 必須
- 対応映像出力 1080p, 720p
- PS4 Pro ENHANCED 対応
- PlayStation Vitaリモートプレイ 対応
- Share機能 対応

PlayStation 5
- ストレージ空き容量 90GB以上
- ワイヤレスコントローラー（DualSence） 必須
- キーボード 任意（キーボードモード操作可能）
- PlayStation Network 必須
- 対応映像出力 3840p, 2160p
- Share機能 対応

Mac 必要動作環境
- macOS Monterey 12.4, macOS Ventura 13.0, macOS Sonoma 14.5
- iMac (M1, 2021)、Mac mini (M1, 2020) 以上、MacBook Pro/Air(M1, 2020)以上
- メインメモリ 8GB以上
- SSD空き容量 140GB以上
- グラフィックカード M1以上
- 画面解像度 1440×900
- インターネット ブロードバンド接続

Mac 推奨動作環境
- macOS Monterey 12.4, macOS Ventura 13.0, macOS Sonoma 14.5
- Mac mini (M2 Pro, 2023)以上、MacBook Pro (14-inch, 2023)以上
- メインメモリ 16GB以上
- SSD空き容量 140GB以上
- グラフィックカード M2 pro以上
- 画面解像度 1920×1080
- インターネット ブロードバンド接続

Xbox Series X/S
- ストレージ空き容量 150GB以上
- ワイヤレスコントローラー（Xbox Wireless Controller） 必須
- キーボード 任意（キーボードモード操作可能）
- Xbox Game Pass Core または Xbox Game Pass Ultimate 必須（フリートライアルではXbox Game Passへの加入は不要）
- Xbox リモート プレイ 対応
- ライブ ストリーミング 対応

公式サイトの価格・対応機種より。

## ワールドサーバ
旧版の当初は18ワールドであったが、のちに10ワールドに統合された。カッコ内は旧サーバ名での組み合わせ。サービス一時終了後、欧米にもデータセンターが設置され、既存の10ワールドのうち5ワールドが欧米に移された。
『新生エオルゼア』開始時に40ワールドが新設された。内訳は日本データセンターと欧米データセンターでそれぞれ20ワールドずつ、さらに欧米データセンターのワールドのうち5つが欧州向けとなる。
その後、ユーザ数の増加による影響で、サーバ増強・移転（北米データセンターが移転し、欧州データセンターと別々となる）が行われ、『紅蓮のリベレーター』開始時点でのワールド数は67ワールドと、新生と比べて大幅に増えている。内訳は日本データセンターが32ワールド、北米データセンターが25ワールド、欧州データセンターが10ワールドとなっている。
その後も海外ユーザの増加に伴い、北米・欧州データセンターの拡張と既存サーバの整理が行われ、『漆黒のヴィランズ』開始時点でのワールド数は68ワールドとなっている。内訳は日本データセンターが32ワールド、北米データセンターが24ワールド、欧州データセンターが12ワールドとなっている。
その後、『暁月のフィナーレ』発売の数ヶ月前から海外ユーザーを中心とした大規模なプレイヤー増加があり、暁月発売後にはサーバーの処理能力を越えるほどのプレイヤー増加があったため、元々計画をしていたオセアニアデータセンター新設の前倒しが行われ、5ワールドが新設された。
また『黄金のレガシー』のリリースに伴うアクセス増加に備えて、欧州データセンターでは3つ目の論理データセンター「Shadow」が新設予定となっている。

### 旧版からの既存サーバ
(レガシーサーバ)
日本データセンター内ワールド
- Durandal (Rabanastre + Cornelia) ※Gaiaデータセンター
- Masamune (Wutai + Gysahl) ※Manaデータセンター
- Gungnir (Istory + Mysidia) ※Elementalデータセンター
- Aegis (Melmond + Figaro) ※Elementalデータセンター
- Ridill (Selbina) ※Gaiaデータセンター

北米データセンター内ワールド
- Hyperion (Trabia + Kashuan) ※Primalデータセンター
- Sargatanas (Saronia + Lindblum) ※Aetherデータセンター
- Balmung (Fabul + Besaid) ※Crystalデータセンター
- Excalibur (Karnak + Palamecia + Bodhum) ※Primalデータセンター

欧州データセンター内ワールド
- Ragnarok ※Chaosデータセンター

### 新生版からの新設サーバ
日本データセンター内ワールド
Elementalデータセンター
- Atomos
- Carbuncle
- Garuda
- Kujata
- Ramuh
- Tonberry
- Typhon
- Unicorn

Gaiaデータセンター
- Alexander
- Bahamut
- Fenrir
- Ifrit
- Tiamat
- Ultima
- Valefor
- Yojimbo
- Zeromus

Manaデータセンター
- Anima
- Asura
- Belias
- Chocobo
- Hades
- Ixion
- Mandragora
- Pandaemonium
- Shinryu
- Titan

北米データセンター内ワールド
Aetherデータセンター
- Adamantoise
- Cactuar
- Faerie
- Gilgamesh
- Jenova
- Midgardsormr
- Siren

Primalデータセンター
- Behemoth
- Exodus
- Famfrit
- Lamia
- Leviathan
- Ultros

Crystalデータセンター
- Balmung
- Brynhildr
- Coeurl
- Diabolos
- Goblin
- Malboro
- Mateus
- Zalera

欧州データセンター内ワールド
Chaosデータセンター
- Cerberus
- Louisoix
- Moogle
- Omega
- Spriggan

Lightデータセンター
- Lich
- Odin
- Phoenix
- Shiva
- Twintania
- Zodiark

オセアニアデータセンター内ワールド
Materiaデータセンター
- Bismarck
- Ravana
- Sephirot
- Sophia
- Zurvan

## ベンチマークソフトウェア
『ファイナルファンタジーXIV: 黄金のレガシー』のWindows用ベンチマークソフトが用意されており、公式サイトからダウンロードすることができる。
| 対応OS                 | Windows 10 / 11（64bit日本語版） ※このベンチマークソフトにはMac®版はございません。 |
| 動作環境               | グラフィックカードとそのドライバーソフトがDirectX® 11に対応していること 最新のグラフィックドライバーソフトをインストールしていること ディスプレイ画面のサイズが横1024縦720ドット以上表示できること |
| ダウンロードファイル名 | ffxiv-dawntrail-bench_v11.zip |
| ファイルサイズ         | 約3.97GB |

### 概要
| 15000～ 非常に快適        | 非常に快適に動作すると思われます。お好みのグラフィック設定でお楽しみください。                                                   |
| 11000～14999 とても快適   | とても快適な動作が見込めます。グラフィック設定をより高品質にしても、とても快適に動作すると思われます。                           |
| 8000～10999 快適          | 快適な動作が見込めます。グラフィック設定をより高品質にしても快適に動作すると思われます。                                         |
| 6000～7999 やや快適       | 標準的な動作が見込めます。余裕があればグラフィック設定の調整をお勧めします。                                                     |
| 4000～5999 普通           | 標準的な動作が見込めます。 |
| 2000～3999 設定変更を推奨 | ゲームプレイは可能ですが、処理負荷によっては動作が重くなりますので、その場合はグラフィック設定の調整をお勧めいたします。         |
| 1000～1999 設定変更が必要 | ゲームプレイは可能ですが、全体的に動作が重く感じられます。グラフィック設定の調整が必要で、調整により改善される可能性があります。 |
| 1000 未満動作困難         | 動作に必要な性能を満たしていません。                                                                                             |

## システム

### アーマリーシステム
武器を変更するだけでクラスチェンジできるシステム。
プレイヤーはゲーム開始後、剣術士や槍術士など各武器・魔法の扱いに長けた「クラス」に就く。パッチ3.0以前ではアディショナルアクションという名称で、各クラスでレベルを上げ習得した技能は、制限付きで他のクラスでも使用することができたが、パッチ4.0よりロールアクションという名称となり、Lv.毎に各ロールに共通するアクションを覚え、同じロール同士で使用するスタイルに変更となった。
戦闘職は役割（ロール）によってTANK（盾役）、DPS（攻撃役）、HEALER（回復役）のいずれかに分類される。さらにDPSは、メレー（近接物理）、レンジ（遠隔物理）、キャスター（遠隔魔法）の3種類に別れる。
- ファイター
  - 剣術士（TANK）…片手剣と盾を持った防御力に長けたクラス。剣技のほかに盾を使ったアビリティを持つ。
  - 斧術士（TANK）…武器は両手斧。範囲攻撃と単体の敵の引き付けに長けるクラス。
  - 格闘士（近接物理DPS）…武器は格闘武器。Lv.が上昇する度に徐々に攻撃速度を上げるアタッカー。パッチ5.3以前では攻撃を重ねることで徐々に攻撃速度を上げるという仕様であった。
  - 槍術士（近接物理DPS）…武器は両手槍。扱いやすい性能のスタンダードなアタッカー。
  - 弓術士（遠隔物理DPS）…武器は弓。確率発動の技能を多く持つ、遠隔攻撃アタッカー。
  - 双剣士（近接物理DPS）…『新生FFXIV』パッチ2.4からの新クラス。ナイフやダガーといった短剣から成る、二振り一対の「双剣」を主武器とするアタッカー。
- ソーサラー
  - 幻術士（HEALER）…武器は幻具（自然物から作り出された杖状の魔器）。回復魔法を多数修得する回復役。
  - 呪術士（遠隔魔法DPS）…武器は呪具（念珠を嵌め込んだ笏状の魔器）。MP消費/回復モードを駆使する魔法アタッカー。
  - 巴術士（遠隔魔法DPS）…武器は魔道書。『新生FFXIV』からの新クラス。弱体・DoT系の技能と召喚したペットによる攻撃を行うアタッカー。
- ギャザラー
  - 採掘師
  - 園芸師
  - 漁師
- クラフター
  - 木工師
  - 鍛冶師
  - 甲冑師
  - 彫金師
  - 革細工師
  - 裁縫師
  - 錬金術師
  - 調理師

### ジョブシステム
戦闘職の各クラスで特定の条件を満たすことで、より能力が特化された「ジョブ」状態へとジョブチェンジできるシステム。
パッチ3.0から追加された「暗黒騎士」「機工士」「占星術師」は前提となるクラスがなく、パッチ2.5のメインクエストをコンプリートすることで開放される。開始Lv.は30となる。クラスはないが前述のアーマリーシステムは継続され、武器を変更することで強制的にジョブチェンジされる。パッチ5.3以前は拡張ディスク「蒼天のイシュガルド」の権利を所持している必要があったが、現在は前述のプレイ権利が拡大したことにより、取得制限は撤廃されている。
パッチ4.0から追加された「侍」「赤魔道士」も前提となるクラスはない。キャラクターの所持しているクラス・ジョブのうちどれか１つのLv.を50以上にすると開放される。開始Lvは50となる。パッチ6.4以前は拡張ディスク「紅蓮のリベレーター」の権利を所持している必要があったが、現在は前述のプレイ権利が拡大したことにより、取得制限は撤廃されている。
パッチ4.5から追加された初のリミテッドジョブ「青魔道士」も前提となるクラスはない。パッチ2.0のメインクエストをコンプリートすると開放される。開始Lv.は1からとなる。パッチ6.45実装時点では上限Lv.が80となる。
リミテッドジョブは各種コンテンツへの参加制限があったり、メインクエストが進められない等既存ジョブとは異なる扱いとなる。
パッチ5.0から追加された「ガンブレイカー」「踊り子」も前提クラスはない。拡張ディスク「漆黒のヴィランズ」の権利を所持済みであり、かつキャラクターの所持しているクラス・ジョブのうちどれか１つのLv.を60以上にすると開放される。開始Lv.は60となる。
パッチ6.0から追加された「リーパー」「賢者」も前提クラスはない。拡張ディスク「暁月のフィナーレ」の権利を所持済みであり、かつキャラクターの所持しているクラス・ジョブのうちどれか１つのLv.を70以上にすると開放される。開始Lv.は70となる。
パッチ7.0から追加された「ヴァイパー」「ピクトマンサー」も前提クラスはない。拡張ディスク「黄金のレガシー」の権利を所持済みであり、かつキャラクターの所持しているクラス・ジョブのうちどれか１つのLv.を80以上にすると開放される。開始Lv.は80となる。
- タンク（TANK）
  - ナイト（PALADIN）…剣術士からジョブチェンジする。剣術士の技に加えて仲間を庇う技やナイト専用魔法を習得する。
  -  戦士（WARRIOR）…斧術士からジョブチェンジする。タンクジョブの中では最も攻撃に特化しており、全ジョブ中HPが最も高い。
  - 暗黒騎士（DARK KNIGHT）…武器は両手剣。魔力（MP）を源とする「暗黒の力（Power of Darkness）」を用いて戦う。
  - ガンブレイカー（GUNBREAKER）…武器はFF8にも登場したガンブレード。特殊なシリンダーに魔力を込め、引き金を引くことで一気に開放して、刀身より魔法的効果を発揮する。
- 近接物理DPS（Melee DPS）
  - モンク（MONK）…格闘士からジョブチェンジする。「闘気」「チャクラ」を溜めることで様々な「必殺技」を使用する。操作にはある程度慣れが必要だが火力は全近接物理DPSの中で最も高い。
  - 竜騎士（DRAGOON）…槍術士からジョブチェンジする。ジャンプ系アビリティを多数持ち、竜に因んだ技を駆使して戦う。
  - 忍者（NINJA）…双剣士からジョブチェンジする。3種類の「印」を結ぶことで様々な忍術を駆使して戦う。
  - 侍（SAMURAI）…武器は刀。コンボ技等で付与される「閃」を消費する「居合術」と、「剣気」を消費する「必殺剣」を操る。
  - リーパー（REAPER）…武器は両手鎌。異界「ヴォイド」と交信し、自らの半身たり得る妖異「アヴァター」と契約し共に戦う。
  - ヴァイパー（VIPER）…武器は二振り一対の二刀流武器。二刀流での攻撃と武器を連結させて両刃で攻撃するスタイルを組み合わせた素早い動きが特徴となっている。
- 遠隔物理DPS（Physical Ranged DPS）
  -  吟遊詩人（BARD）…弓術士からジョブチェンジする。弓術士の技に加え3種類の「戦歌」を使い分けながら戦う。
  - 機工士（MACHINIST）…武器は銃。様々な銃火器を使用する技を持ち、全遠隔物理DPSの中では最も火力が高い。Lv.が上がるとオートマトンと呼ばれる支援兵器を呼びだせる。
  - 踊り子（DANCER）…武器は投擲武器（円盤状の武器）。特徴は「ダンス」による範囲支援と、「クローズドポジション」という技で指定したパーティメンバー１人と有利な効果を付与し共に戦う。
- 遠隔魔法DPS（Magical Ranged DPS）
  - 黒魔道士（BLACK MAGE）…呪術士からジョブチェンジする。呪術士の技に加えて、より大きな破壊の力「黒魔法」を駆使して戦う。全遠隔魔法DPSでは最も火力が高い。
  - 召喚士（SUMMONER）…巴術士からジョブチェンジする。様々な「蛮神」の力を奪い、性質を変容させることで、使い魔として使役する技を持つ。
  - 赤魔道士（REDMAGE）…武器は細剣。特徴は「連続魔」であり、詠唱魔法を放つと次の魔法が無詠唱になる。ヒーラー程ではないが支援魔法もある程度使用できる。
  - 青魔道士（BLUEMAGE)…武器は青魔器（ステッキ状の武器）。モンスターの使用技を覚えて自らの技として使うことが出来る。
  - ピクトマンサー（PICTOMANCER）…武器は筆（背中に背負うほど大きい）。絵画魔法と呼ばれる絵の具に見立てた魔力をもって想像したものを描き出し様々な事象に変換し具現化することが出来る能力を持つ。
- ヒーラー（HEALER）
  - 白魔道士（WHITE MAGE）…幻術士からジョブチェンジする。幻術士の技に加えてHP回復技を数多く持ち、HP回復に特化したピュアヒーラーとなっている。
  - 学者（SCHOLAR）…巴術士からジョブチェンジする。武器は魔道書（学者専用）。フェアリーを呼び使役する。フェアリーはパーティーのHPが減った仲間に自動で回復魔法を使用する。ダメージ軽減技を多く持ち、バリアヒーラーとなっている。
  - 占星術師（ASTROLOGIAN）…武器は天球儀。特徴は複数枚の星座を示すカードを用いてパーティに様々な支援をもたらすことが出来る。HP回復技を多く持ちピュアヒーラーとなっている。
  - 賢者（SAGE）…武器は賢具（短い杖を4本背中に装備する）。短杖を魔力で動かし空中に魔法陣を描き様々な支援魔法を発動して戦う。ダメージ軽減技を多く持ちバリアヒーラーとなっている。

### バトルシステム
敵を選んでオートアタックやアクションを実行することで攻撃する、オーソドックスなターゲット形式が採用されている。
主な攻撃方法として、オートアタック（一定時間毎に自動で攻撃）、ウェポンスキル、魔法（便宜上、魔法はウェポンスキルに含まれることもある）、アビリティの4種類があり、どれも有効範囲内に移動して実行することで攻撃や回復、バフ・デバフの付与を行う。特定のアクションを順番どおりに実行することでコンボを発動させ、ダメージアップなどの追加効果を得られるものもある。また、ダンジョンやクエスト内などにおいて、特定の設置オブジェクトを利用して攻撃するギミックも存在する。
ウェポンスキルと魔法、アビリティにはキャストタイム（アクションが発動するまでに必要な時間）とリキャストタイム（アクションを再使用できるまでに必要な時間）が設定されている。キャスト中やリキャスト中はアクションを使用できないこと、リキャストタイムを共有しているアクションがあることから、使うアクションの選択とタイミングが重要となる。
敵がどのキャラクターに対して攻撃するかを決定する敵視（ヘイト）は、キャラクターの行動によって変化する。特にパーティを組んでいるときは、DPSやHealerが攻撃されないよう、Tankが敵視アップの効果がついた永続バフを付与するアビリティを使用して戦闘する。ただし、敵視に関係なくランダムターゲットで攻撃したり、設置してある特定のオブジェクトの操作に対して反応する敵もいるため、敵視にだけ注意していればよいわけではない。
『新生FFXIV』では、特殊攻撃の攻撃範囲が視覚的に表示されるようになり、全体的なバトルのテンポが速くなったため、ときに秒単位を見極めた上で行動するシビアな操作を要求されることもある。
パーティを組んでいるときにのみ発動できる特殊なアクションとして、リミットブレイクがある。リミットブレイクには、敵から受けるダメージの軽減/敵単体や範囲に大ダメージ/仲間の蘇生や回復、など戦況を覆す強力な効果があり、特にボス戦では重要な攻略の鍵となることもある。リミットブレイクを発動させるためには、戦闘や特殊動作（敵の攻撃をTankのロウブロウで止める、特定の敵を倒すなど、隠しボーナス［ファインプレイ］が存在する）により蓄積されるリミットゲージを必要レベルまで溜める必要がある。リミットブレイクにはパーティ人数による最大レベルが設定されており、4人以上8人未満のライトパーティではレベル2、8人のフルパーティではレベル3までとなる。
※パッチ5.0にてTPが廃止され、MPが全クラス共通で10000固定となった。

### コンテンツ
ミラージュプリズム
受注可能レベル(Lv.13〜)
通称「ミラプリ」と呼ばれる、装備の見た目を違う装備に変更するコンテンツ。
装備の各部位を好きな見た目に変更できる。
条件としては、「同部位でなければならない」「そのクラス・ジョブで装備できるものでなければならない」「投影される装備よりも低いアイテムレベルの装備である」「その種族で装備できるものでなければならない」。

ゴールドソーサー
受注可能レベル(Lv.15〜)
ゲームセンターのような存在のコンテンツ。
「トリプルトライアド」や「チョコボレース」などがあり、一定数のポイントをかけて勝利した場合や上位に入賞した場合はリターンが得られる。
このポイントを貯め、ミニオンやマウント、見た目用の装備や髪型などと景品として交換できる。

#### ドマ式麻雀
受注可能レベル(Lv.15〜)
本格的な麻雀コンテンツ。
NPCとの気軽な対戦の他、レートが変動する対人戦「一般卓」「有段卓」もある。また、フレンドらとパーティを組んで卓を囲むことも可能。
パーティを組んだ状態ではレートの変動がない。その他、危険牌表示やプレイ中のチャットが可能であるなど、麻雀初心者向けのシステムも完備している。
「有段卓」はプロ雀士や他オンライン麻雀ゲームから来ているプレイヤーも多く、レベルが非常に高い。
ドマ式麻雀実装時、アメリカのGoogleにて「麻雀」が検索ワード2位になったことがある。
実装からしばらくは「半荘戦」のみであったが、パッチ5.4で「東風戦」が実装された。

#### 死者の宮殿
Lv.60までのレベル上げを主としてプレイされているコンテンツだが、最終層200層に到達するには実力と運が必要になる。
ソロで突入しどこまで行けるかを競うランキングと最大4人PTで200層踏破を目指す遊びもできる。
特に181層以降は零式を踏破するようなプレイヤーでも1発クリアは難しく、ライト層から上級者まで幅広く楽しめるコンテンツ。

#### アメノミハシラ
受注可能レベル(Lv.61〜)
開放にはLv.63のメインクエストをある場所まで進める必要があり、かつ「死者の宮殿」の地下50階を踏破している必要がある。
Lv.70までのレベル上げを主としてプレイされているコンテンツで、最終層は100層となっている。
死者の宮殿から基本的なルールは踏襲しているが、魔石など新たに実装されたシステムも存在する。
死者の宮殿では地下に潜っていく形となっていたが、アメノミハシラでは逆に、登っていく形となっている。

#### オルト・エウレカ
受注可能レベル(Lv.81〜)
開放にはメインクエスト「暁月のフィナーレ」をコンプリートし、かつ「死者の宮殿」の地下50階を踏破している必要がある。
Lv.90までのレベル上げを主としてプレイされているコンテンツで、最終層は100層となっている。
死者の宮殿・アメノミハシラから基本的なルールは踏襲しているが、デミ・クローンなど新たに実装されたシステムも存在する。

冒険者小隊
受注可能レベル(Lv.47〜)
プレイヤーが冒険者小隊の隊長となり、NPCを集めて任務に派遣しポイントやアイテムを獲得するコンテンツ。

派遣任務
小隊員を4人集めて、1回18時間の任務に派遣する。成功するとアイテム等を取得できる。

攻略任務
プレイヤーとともに小隊員を引き連れてダンジョンへ行けるようになる。

フェイス
パッチ5.0で導入されたシステム。
「漆黒のヴィランズ」「暁月のフィナーレ」のメインシナリオで登場するダンジョンを、主要NPCを連れて攻略することができるシステム。その後パッチ6.1にて暁のNPCの幻体を連れて攻略し育成するシステムに改められた。元々のフェイス仕様は後述のコンテンツサポーターに移行した。
NPCごとにロールが設定されており、プレイヤーがどのロールであっても規定のTANK:1人/HEALER:1人/DPS:2人の構成が崩れることはない。
メインシナリオ攻略後と同時に開放され、任意のNPCをLv.71から育成することが可能となる。ダンジョンの制限Lv.に達していない場合は突入出来ない。
※漆黒のヴィランズ以降のメインシナリオで登場するダンジョンのみ対象となる。サブクエストのダンジョン「異界遺構シルクス・ツイニング」などは対象外。
※漆黒のヴィランズ以前のコンテンツには対応していない。

コンテンツサポーター
パッチ6.1で導入されたシステム。パッチ5.0で登場していたフェイス仕様を引き継いでいる。
「新生エオルゼア」「漆黒のヴィランズ」「暁月のフィナーレ」で登場するダンジョンと一部の討伐/討滅戦を、シナリオ中の主要NPCを連れて攻略することができるシステム。
NPCごとにロールが設定されており、プレイヤーがどのロールであっても規定のTANK:1人/HEALER:1人/DPS:2人（8人PTの場合はTANK:2人/HEALER:2人/DPS:4人）の構成が崩れることはない。
その後パッチ6.5までに「蒼天のイシュガルド」「紅蓮のリベレーター」にも対応し、新生からのメインストーリーに登場する全てのダンジョンに対応した。
新生のダンジョンおよび討伐/討滅戦に登場するNPCには暁やグランドカンパニーなど特定組織由来の汎用キャラクターが参戦するが、蒼天以降ではストーリー進行で参加する主要NPCを連れて（参加人数によっては汎用キャラクターが参戦）攻略が出来るようになった。
※メインシナリオで登場するダンジョンのみ対象となる。サブクエストのダンジョン「魔獣領域ハラタリ修練所」などは対象外。
※4人PTと一部8人PTで攻略する討伐/討滅戦には対応しているが、その他のコンテンツは対象外となっている。このため、完全にソロプレイでシナリオを進めることはできない。

つよくてニューゲーム
受注可能レベル(Lv.60～)
パッチ5.1で実装された回想システム。
ムービーの回想のみである「愛用の紀行録」とは異なり、現在のLv.・装備状態のまま過去のシナリオをクエスト単位で再体験することができる。
再生可能なシナリオは「蒼天のイシュガルド」「紅蓮のリベレーター」「漆黒のヴィランズ」に大別され、さらにそこからいくつかのチャプターが選択できる。
つよくてニューゲーム開放後は任意の場所・タイミングで指定したシナリオを再開/中断することができる。
※クエスト報酬は一切得られない。
※パッチ5.1現在ではメインシナリオの回想のみに留まる。
※つよくてニューゲーム中はリテイナーの呼び出しなど、一部の機能に利用制限がかかる。
※テレポの使用および転送先に制限はかからないが、再生したチャプターによっては再生中のシナリオとフィールドの状態に矛盾が生じる場合がある。

武器育成コンテンツ
受注可能レベル(Lv.50〜)
武器育成コンテンツは、高難易度のバトルコンテンツを行わなくても高性能な武器を製作できるコンテンツである。
そのかわり、製作には時間がかかり、高難易度コンテンツから入手できる武器よりワンテンポ遅れて実装される。
注意としては、レベルキャップ（現在はLv.100）未満で性能の高い武器を得るためにはメインストーリーやダンジョン、マーケットボード、クラフターによる製作で武器を取得したほうが早い。
・Lv.50：ゾディアックウェポン
・Lv.60：アニマウェポン
・Lv.70：エウレカウェポン
・Lv.80：レジスタンスウェポン
・Lv.90：マンダヴィルウェポン

#### PvP（Player vs Player）
受注可能レベル(Lv.30〜)
プレイヤーとプレイヤーが戦う対人戦コンテンツ。

#### ウルヴズジェイル
8対8の「カジュアルマッチ」と4対4の「ランクマッチ」が存在。主に敵を倒すことに重点をおいたPvPコンテンツ。

#### フロントライン
24vs24vs24の3勢力。最大72人で戦うコンテンツ。ウルブズジェイルと違い対人戦闘も行うが、同時に拠点防衛や制圧、破壊なども行い、目標ポイントに最も早く到達したチームが勝利する。

#### ライバルウィングズ
24vs24の2勢力。最大48人で戦うコンテンツ。2つの塔を破壊した後、攻撃可能になる敵拠点のコアの破壊を最終目的としたPvP。時間切れとなった場合はより敵の塔にダメージを与えた側の勝利となる。フロントラインと比べると対人戦の重要度が下がり、3種の機工兵器の運用と敵機工兵器の素早い破壊が勝敗を左右する。

#### クリスタルコンフリクト
5vs5の2勢力。最大10人で戦うコンテンツ。マップ上の「タクティカルクリスタル」を相手チームのゴールに運ぶことで勝利を目指す。マップやギミックなどが異なる5種類のステージ「パライストラ」「ヴォルカニック・ハート」「クラウドナイン」「東方絡繰御殿」「レッド・サンズ」が存在する。これまでに登場したPvPコンテンツの中では戦闘時間が短く気軽に参加出来るため、初心者から熟練者まで幅広く楽しめるコンテンツとなっている。

#### 禁断の地：エウレカ
受注可能レベル(Lv.70〜)
第1世代のMMORPGを軸に作られたコンテンツ。
最大144人が1エリアに入ることができ、レベル上げと専用ストーリーを目的に進めるコンテンツ。
デスペナルティ（経験値ロスト、レベルダウン）など今までの『FFXIV』にはなかった要素も追加された。

南方ボズヤ戦線、ザトゥノル高原
受注可能レベル(Lv.80〜)
最大72人が1エリアに入ることができ、ランク上げと専用ストーリーを目的に進めるコンテンツ。
レジスタンスウェポンの強化目的ともなっている。
基本的なシステムはエウレカと似ているものの、デスペナルティは戦績ロストのみでランクダウンはない。
専用エリアにはLv.71以上のキャラクターであれば突入可能である。
内部では特殊レベルシンクにより、キャラクターのLv.が80未満でも強制的にLv.80にシンクされる。内部で獲得した経験値は元のキャラクターに加算されるため、Lv.71以降のレベル上げにも使用可能となっている。
※ザトゥノル高原を開放するためには南方ボズヤ戦線内のバトルコンテンツ「グンヒルド・ディルーブラム」のクリアが必須となっている。

## リーヴ
一般的MMORPGのクエストの中でも繰り返し受諾できるものをこのゲームでは「リーヴ」と呼ぶ。

一定時間毎に「受諾権」と呼ばれる権利を得ることができ、この範囲内であれば繰り返し受諾が可能。

各都市の冒険者ギルドや拠点にいる受諾NPCより受けることができ、アイテム納品や特定目的の達成で報酬を得られる。

ゲーム設定上では冒険者の「主仕事」として扱われ、これを繰り返し受けることが稼業であるとされる。
- ギルドリーヴ：各国のギルドから発注されるリーヴ。経験値とギルを得ることができる。
- グランドカンパニーリーヴ：各国のグランドカンパニーより発注されるリーヴ。経験値とグランドカンパニー軍票を得ることができる。
また、各リーヴは主に3つのカテゴリに分かれる。

傭兵稼業
モンスター討伐や護衛を目的としたリーヴ。バトルクラスでクリア可能。
採集稼業
特定アイテムの採集を目的としたリーヴ。ギャザラークラスでクリア可能。
製作稼業
特定アイテムの作成、納品を目的としたリーヴ。クラフタークラスの経験値が得られるが、自分で作成しなくても、他プレイヤーが作成したもの・購入したものでもクリアできる。

## クエスト
2020/12/08のパッチ5.4リリース時点で3700クエスト以上存在。
大分すると「メインクエスト」「サブクエスト」「コンテンツ開放クエスト」「クラス・ジョブ(ロール)クエスト」に分類される。

### メインクエスト
メインクエストは、FF14のメインとなるストーリーを描いたクエスト。
キャラクターのレベルが上がることで順次クエストを受注可能になる。
- 新生エオルゼア編(Lv.1〜Lv.50)
- 第七星暦編(Lv.50)
- 蒼天のイシュガルド編(Lv.50〜Lv.60)
- 竜詩戦争完結編(Lv.60)
- 竜詩戦争戦後編(Lv.60)
- 紅蓮のリベレーター編(Lv.60〜Lv.70)
- 解放戦争戦後編(Lv.70)
- 漆黒のヴィランズ編(Lv.70～Lv.80)
- 暁の帰還編(Lv.80)
- 終末の序曲編(Lv.80)
- 暁月のフィナーレ編(Lv.80～Lv.90)
- 新たなる冒険編(Lv.90)
- 黄金のレガシー編（Lv.90～Lv.100）

なお、下記の「サブクエスト」「コンテンツ開放クエスト」「クラス・ジョブクエスト」はこのメインクエストを進めないと開放されないものがほとんどで、ゲームを進める上で必ずプレイしなければならないクエストになる。

### サブクエスト
上記、メインクエストを進めるか、キャラクターのレベルを上げることで順次解放されるクエスト。
ストーリーが濃厚なクエストから、お使いクエストまで多岐にわたる。
なお、このクエストはプレイヤーが任意に実施するか否かを選択でき、サブクエストを進めなくてもキャラクターの強さなどには影響しない。
ただし、サブクエストをクリアしたことによりメインクエストや他のサブクエストで登場するNPCの会話が変化したり、特別なカットシーンが追加される場合が存在する。

### コンテンツ開放クエスト
ダンジョン・討伐討滅戦・その他コンテンツやシステム開放を行うためのクエスト。
メインストーリーを進めるか、特定のサブクエストをクリアすることで発生する。
サブクエストマークの左下に+（プラス）マークが付随されており、公式が積極的なクエスト受注を勧めている。

### クラス・ジョブクエスト
プレイヤーが選択したクラス・ジョブ専用のクエスト。
受注やクリアをすることで強力なアクションを入手することがある。
クラフター・ギャザラー及び、戦闘職でLv.1〜30までをクラスクエストという。
戦闘職がLv.30〜70までをジョブクエストという。ただし、侍と赤魔導士はLv.50～70、青魔導士はLv.1～70、ガンブレイカーと踊り子はLv.60～80、リーパーと賢者はLv.70～90、ヴァイパーとピクトマンサーはLv.80～100にそれぞれ設定されている。
戦闘職のクラスをLv.30まで上げ、Lv.30のクラスクエストを完了報告をするとジョブクエストを受注することができるようになり、クエストをクリアすることで「ソウルストーン」というアイテムを入手する。これを装備することで、クラスが上位互換であるジョブに変更し、攻撃力や防御力等が上昇する。
また、ジョブ専用の強力なアクションを覚えるようになる。

### ロールクエスト
パッチ5.0から実装された、ジョブクエストに替わる各ロール専用のクエスト。
TANKロール、HEALERロール、物理DPSロール、魔法DPSロールとそれぞれ用意されており、5.0メインクエストを完遂するためにいずれか1つは必ず受注・クリアしなければならない。
パッチ5.0での各ロールクエストは、かつてノルヴラントで活躍し、後に大罪人となった「光の戦士たち」の足跡を辿る内容となる。
パッチ6.0では物理DPSロールが近接物理DPSロール、遠隔物理DPSロールの２種類となり、ロールクエストの合計が５種類となった。5.0と違い、メインクエストの完遂に必須では無くなり、原初世界で繰り広げられるストーリーとなっている。

## 難易度
各コンテンツ名称により難易度が設定されている。

### 通常コンテンツ
4人のパーティ編成でクリアを目指す「インスタンスダンジョン」、8人のパーティ編成でボスキャラクターの踏破を目指す「討伐/討滅戦」「ノーマルレイド」、3つのグループ各8人・合計24人でクリアを目指す「アライアンスレイド」などがある。
この内「インスタンスダンジョン」「討伐/討滅戦」はストーリーに絡んでいるものが大半であり、そのコンテンツはストーリーを進めていく上で必ず通過しなければならない。
「討伐/討滅戦」「ノーマルレイド」は後述の「中難易度コンテンツ」に相当するため、「極」や「零式」といった高難易度をプレイしないユーザーのエンドコンテンツとしても機能している。
難易度はその名の通りユーザーが通常プレイでクリアできる程度に低めではあるが、パッチx.0でのメインストーリー最後の「討伐/討滅戦」はラストボスの扱いとなり難易度が若干高めとなる。

### 中難易度コンテンツ「真」（旧コンテンツ）
パッチ2.0時点では、2段階目の難易度となっている、ノーマルと極の中間である。
パッチ2.1以降からメインクエスト進行で開放される討伐/討滅コンテンツは「真」を冠するようになり、ノーマル難易度が廃止され、報酬も出現しなくなった。
パッチ3.xの「三闘神」はそれぞれの渾名が充てられ、パッチ4.0から「真」も冠さなくなり、事実上廃止となった。
一般的なゲームでいうところの「ボスキャラクター」に相当する。

### 高難易度コンテンツ「極」
パッチ2.x時点では、3段階目の難易度となっている、ノーマル、真に続く難易度である。
極イフリートのように討伐/討滅戦につけられる難易度である。一般的なプレイヤーのエンドコンテンツに相当する。
パッチ3.1で実装された「蒼天幻想ナイツ・オブ・ラウンド（通称：極ナイツ）」があまりにも高難易度だったため、それ以降の「極」は大幅な難易度調整が入ることになった。
難易度は、偶数パッチ（x.0、x.2、x.4）で実装されるものは零式以下、奇数パッチ（x.1、x.3、x.5）で実装されるものは零式1～2層相当の難易度である。
報酬として武器またはアクセサリーがドロップし、低確率でマウントがドロップする。

### 高難易度コンテンツ「零式」
プレイヤー8人で挑戦する高難易度レイドコンテンツ。1層から4層まである。x.0、x.2、x.4の偶数パッチで1シーズンに3段階用意される。
2023年6月現在で「大迷宮バハムート」「機工城アレキサンダー零式」「次元の狭間オメガ零式」「希望の園エデン零式」「万魔殿パンデモニウム」が実装されている。
熟練プレイヤーをターゲットとしたエンドコンテンツで、絶ほどではないものの適切な軽減バフ・デバフ合わせや複雑性の高いギミック処理と火力を要求される。
特に該当コンテンツ実装初期は、「絶シリーズ」と同様にその時点での最高装備と各ジョブの最大限の火力、最適な立ち回りや各種スキルの打ち合わせがなければ踏破は不可能である。週を重ねるごとに装備ILも上がってくるため、相対的にクリアへのハードルも下がってくる。実装時にはユーザー主催のワールドレースが開催される。
基本的にはノーマルレイドコンテンツを踏破すると解放となり、零式1層をクリアすると零式2層解放と続き、零式4層が最後となる。
零式4層はノーマルレイドには登場しない特別なエネミーが登場する。次元の狭間オメガの場合で例えると、デルタ編では「ネオエクスデス」、シグマ編では「ケフカ（通称：ゴッドケフカ）」、アルファ編では「オメガ（通称：ファイナルオメガ）」が登場する。
各層クリア報酬として実装から約7ヶ月の間、最高IL装備が手に入る。
- 「零式」の名は冠していないものの、「大迷宮バハムート」はパッチ2.xにおける零式と考えて差し支えない。
- 2.xの「大迷宮バハムート」には上述のノーマル難易度が存在しないので、コンテンツルーレット：ノーマルレイドには対応していない。所謂、ストーリーを進行するために「零式」を踏破しなければならないというものであったため、多くのプレイヤーから疑問が投げかけられた[要出典]。

- その経緯もあり、3.x実装の「機工城アレキサンダー」以降から、ストーリーを楽しみたいユーザー向けの「ノーマルレイド」の難易度が追加され、ノーマルの公開から2週間後にそのレイドの「零式」難易度が開放される運びとなった。
- 「大迷宮バハムート：侵攻編」のみ零式が用意されている。「開発途中のものをベースとした、クリアできることを想定していない侵攻編」として、パッチ2.3に実装された。報酬は侵攻編のものと同様だが、各層毎にクリアアチーブメントと称号が得られる。その難易度は通常の侵攻編と比べものにならず、現在の「絶」に近い。

- パッチ3.0、3.2それぞれで実装された「機工城アレキサンダー零式：起動編」「機工城アレキサンダー零式：律動編」は、「大迷宮バハムート」よりもさらに難易度が高めに設定されている。3.x時点では「零式」が最高難易度コンテンツであり、特に「機工城アレキサンダー零式：起動編」は実装から1カ月を経ても3層踏破が292人、4層踏破は0人という状況だったため、当時を経験したユーザーの中には「絶」を超えていると語る者も少なくない[要出典]。
- パッチ3.4「機工城アレキサンダー零式：天動編」は難易度が下げられた。これは起動編零式・律動編零式の難易度があまりにも高すぎたため、挑戦したパーティの多くが不和による解散を起こしたためである。
- パッチ4.x以降は天動編レベルの難易度を基準として設計され、最上級コンテンツは絶シリーズに置き換えが行われた。
- パッチ4.4で実装された「次元の狭間オメガ零式：アルファ編4層」は「絶」が実装されない代わりにギミック難易度や要求火力が高く設定されており、実装後1カ月の段階で1層は10,000組以上のパーティがクリアしたものの、4層に至っては400組ほどのパーティしか踏破できなかった。特に4層後半は複数の攻略法が確立されたものの、「各々が別の攻略法に全く融通の利かない独立した攻略法」だったため、それが火種となり野良パーティでの攻略をしていたユーザーを中心に「宗教戦争」と呼ばれる軋轢を生みだした[要出典]。

### 最高難易度コンテンツ「絶」
トッププレイヤー向けの最高難易度コンテンツである。実装直後は長期的な固定パーティが必須。
ある程度期間が過ぎれば攻略法が確立され固定に属さないプレイヤーでもクリアが可能になる。
ユーザー主催のワールドレース中は各チームがインターネットで配信などをしている。ワールドファーストになるとSNS等を通じて運営から賞賛の言葉が送られる。
敵の攻撃に対しての各種軽減スキルやバフスキル・デバフスキルなどのタイミング合わせも必須であり、なおかつ激しいギミックを処理しつつ自身のジョブの最大限の火力を常に出し続けなければならない。
誰かが戦闘不能になった時点で総崩れしやすく、うまく立ち直せたとしても火力不足で踏破は非常に困難となるため、8人全員が自身以外の7人の行動をロールを問わずに把握する必要がある。
下限装備で「零式全層」を踏破できるような技量を持たなければ、ギミック以前にまず火力の面で先のフェーズに進むことすらままならないほどの難易度を誇る。
直前に実装された零式の最終層をクリアしないとコンテンツが開放されないという制限もある。クリア報酬は「特別なレジェンド称号」と「絶踏破者のみが所持することの出来る光り輝く武器」。
当該コンテンツは他高難易度コンテンツと違い、人数制限解除ができず、プレイヤー8人が揃っていないと突入申請ができない上にコンテンツ毎に設定されたレベルおよびアイテムレベルにシンクされる。
「零式」を早期攻略するようなトッププレイヤーがクリアまで少なくとも100～200時間以上を要するため、月単位で予定を組んでいる固定が大半であり、「零式は踏破するが絶は挑戦しない」というプレイヤーも多い。
- 第1弾として、2017年10月24日のパッチ4.1に「絶バハムート討滅戦」が実装。最速クリアまでに約150時間 / 11日間を要しJPチームがワールドファースト。12日間でEUのチームがワールドセカンドを獲た。
- 第2弾として、2018年6月5日のパッチ4.3に「絶アルテマウェポン破壊作戦」が実装。最速クリアまでに約110時間 / 5日間を要し、EUのチームがワールドファースト。6日間でNAのチームがワールドセカンドを得た。
- 第3弾として、2019年11月12日のパッチ5.11に「絶アレキサンダー討滅戦」が実装。最速クリアまでに約70時間 / 4日間を要し、NAのチームがワールドファースト。7日間でJPのチームがワールドセカンドを得た。
- 第4弾として、2022年4月26日のパッチ6.11に「絶竜詩戦争」が実装。最速クリアまでに約147時間を要し、海外のチームがワールドファーストを宣言した。しかし、該当チームが攻略を有利に進めることができる有料の外部ツールを使用している動画をアップロードしたことにより国内外にて物議を醸した。公式はこれまでにワールドファーストチーム名を発表し称賛するコメントを掲載していたが、今回は発表を取りやめ「ファイナルファンタジーXIV利用規約にありますとおり、『外部ツールの使用は一切禁止』となります。」「コメントを出すことに付加価値が生じたり、それを得るために外部ツールなどを使ってまでの過度な競争や論争を助長するのであれば、非常に残念ではありますが今後は控えることも検討いたします。[84]」と掲載した。
- 第5弾として、2023年1月24日のパッチ6.31に「絶オメガ検証戦」が実装。最速クリアまでに約153時間を要し、JPチームがワールドファーストを宣言した。しかし、チートツールの使用が証拠動画付きで第三者よりリークされたため、ニュースサイトに掲載されたりTwitterのトレンドにも関連ワードが複数入るなどの大騒動に発展した[85][86][87]。それらに対してP/Dの吉田直樹はコメントにて、非常にがっかりしている事や、非公式ながらもコミュニティチームで応援していたワールドファーストレースの結果公表をしばらく控える事、今回のワールドファーストを認めない事を発表した[88]。
- 第6弾として、2024年11月26日のパッチ7.11に「絶もうひとつの未来」が実装。前述の事件を受け、レイドレース勢の多くがTwitchにてプレイ画面の配信を行う環境下での争いとなった。約67時間時点で非配信組のJPチームがクリア宣言を行うも、またしてもチートツールの使用が発覚。X(旧twitter)のトレンドに「不正ツール」などの関連ワードが複数入り、再びYahooニュースになる[89]などの大騒動が再び巻き起こった。

## ストーリー
新生エオルゼア(Lv.1〜Lv.50)
第七霊災から復興の兆しを見せ始めたエオルゼア。
その大地に降り立った一人の冒険者は、「蛮族・蛮神・ガレマール帝国、そして黒き影」と様々な問題に直面する。
クリスタルの導きを受け、一人の冒険者が第七霊災から第七星暦へと変革をもたらす物語。

第七星暦編(Lv.50)
エオルゼア史上類をみない大規模反攻作戦「マーチ・オブ・アルコンズ」を成功へ導き、エオルゼアの脅威の一つを排除した冒険者達。
しかし、人と人の争いは蛮族達に恐怖を植え付けただけであった。
自身を守るため。奪われた領土を取り戻すため。裏切りに報復するため。そして、第二の自身が生まれないため。
エオルゼアの大地に再び神々が呼び降ろされる。

蒼天のイシュガルド(Lv.50〜Lv.60)
一つの謀略によって英雄は今や追われる身。
かつての名声も、そして仲間たちも失った冒険者は北方の地「クルザス」へと逃げのびる。
そして、山の都「イシュガルド」で見たものは1000年にもおよぶ人と竜との争いであった。
「竜詩戦争」ともいわれる戦いの中で冒険者は、人と竜とで語られる竜詩戦争の発端が違うことに気づく。

竜詩戦争完結編(Lv.60)
竜詩戦争の真実にたどり着いた冒険者達。
しかし、その真実は万人が受け入れ納得するには難しいものであった。
偽りの真実を捨てきれない者達。
竜との戦いを過去にしたくない者達。
それでも冒険者達はこの長く悲しい戦いを終わらせるため、最後の戦いへと歩んでいく。

竜詩戦争戦後編(Lv.60)
竜詩戦争を終結に導いた冒険者たちはつかの間の平和を過ごしていた。
しかし、滞在していたイシュガルドに一人の少女が重症を負ってかつぎ込まれる。
彼女の話では、とある冒険者の一団が蛮神を召喚させては、自ら倒して回っているという。
疑問に感じた冒険者達は次なる蛮神の召喚を阻止するため行動を開始する。

紅蓮のリベレーター(Lv.60〜Lv.70)
長きに渡るガレマール帝国の圧政から、「アラミゴ」の解放を目指して進軍を開始するエオルゼア同盟軍。
レジスタンス活動をおこなっているアラミゴ解放軍との協力も取り付け、着々と準備が進んでいた。
しかし、「カステッルム・ベロジナ奪還作戦」開始直前にアラミゴ解放軍の拠点より砲声が鳴り響く。
異変を察知して、急行した冒険者たちの目の前には壊滅状態のアラミゴ解放軍と攻勢をかける帝国軍の姿があった。
その後、同盟軍が駆けつけ帝国軍は撤退したがアラミゴ解放軍の被害は甚大であり、復旧までに時間が必要とされた。
そこで冒険者は、時間稼ぎと帝国軍に揺さぶりをかけるため、「アラミゴ」と同じ帝国軍司令官が支配下に置く「ドマ」へと向かうこととなる。

解放戦争戦後編(Lv.70)

アラミゴ完結編
激闘の末、冒険者一行はついにガレマール帝国からアラミゴの解放に成功する。
人々は新たな時代に向け、どう向き合うべきか様々な選択を迫られていた。

ドマ完結編
復興が急ピッチで進むドマに1隻の帝国軍飛空艇が飛来する。
警戒しながらも招き入れた帝国軍の男は自らを和平のための「全権大使」と名乗り、和平交渉と捕虜交換を提案する。
完全に信用できないものの、帝国軍の捕虜となっている者達の帰還を重視したドマはこの男の提案に乗ることにする。

漆黒のヴィランズ(Lv.70～Lv.80)
とある世界は今まさに滅びの時を迎えようとしていた。人々は絶望に打ちひしがれ、方針や残された資源をめぐり争った。
そんな中でも、未来を諦めない者たちがいた。これは歴史や運命に反逆せんと立ち上がった者たちの物語。

暁の帰還編(Lv.80)
第一世界にて暁の賢人達と合流、光の氾濫を取り除いた冒険者は原初世界への帰還方法を模索し始める。
一方、アシエン側も"オリジナル"が残り1人となり、冒険者を過去最大の脅威と判断。抹殺に乗り出す。しかし、その手法は第一世界にて大罪人といわれた「光の戦士達」の名誉の回復と、「光の戦士」を量産するというものだった。

暁月のフィナーレ(Lv.80～Lv.90)
原初世界へと帰投を果たした冒険者と暁の賢人達。
しかし、彼らを待ち受けるは古の昔、世界を襲った「終末」の再来であった。
全ての宿命の果てに光と闇の戦いは、今、終わりの時を迎える。

## 地名
惑星 ハイデリン（Hydaelyn）
本作品の世界全体を表す言葉で、惑星の名前。物語の舞台となるエオルゼアはこの一部である。

エオルゼア（Eorzea）
物語の舞台となる小大陸アルデナードと周辺に点在する島々の総称、または都市国家群からなる文明圏。

リムサ・ロミンサ（Limsa Lominsa）
内海ロータノ海に浮かぶ島バイルブランド、その南部を領する海洋都市国家。
海湾内に点在する無数の小島や岩礁に架けられた鉄橋と白亜の家々が街並を形成する。
主な産業は、漁業、造船、鍛冶、そして海運業。「提督」と呼ばれる都市民から選出された領袖の下、強力な海軍を運用。
エオルゼア近海の制海権をほぼ手中に収めているが、頻発する海賊事件が影を落としている。
航海の女神リムレーンを守護神として崇める。
開始都市のひとつ。
エーテライトのすぐそばに「マーケットボード」があるため、ワールド間テレポ実装も相まって全都市で一番ユーザーが多い都市でもある。

グリダニア（Gridania）
小大陸アルデナードの東部、鬱蒼とした森林と河川を領する田園都市国家。
内部を流れる無数の運河に面して作られた水車と巨大な木造建築物によって街並が形成される。
主な産業は林業と農業、木工業に皮革業がある。
鬼哭隊をはじめとする強力なレンジャー部隊が常に森林をパトロールし、都市を護っている。
守護神は公的には豊穣の女神ノフィカとされるが、実質上は幼い三人の姉弟の預言者による精霊の神託によって国是が決定される。
開始都市のひとつ。

ウルダハ（Ul'dah）
小大陸アルデナードの南部、荒涼とした岩石砂漠を領する交易都市国家。
高い防壁と内側にひしめく闘技場や遊技場などの興行施設。そして中心部のドーム状の居城によって街の外観が形成される。
主な産業は商業と鉱業、そして繊維業。
公式には歴史あるウルダハ王朝の女王を元首と仰ぐが、実際は砂蠍（さかつ）衆と呼ばれる六人の街の顔役による寡頭制。
二つの面を持つ商売の神ナルザルを守護神として崇め、東西に大礼拝堂がある。
開始都市のひとつ。

イシュガルド（Ishgard）
小大陸アルデナードの東西に広がるアバラシア山脈の中央に位置する、山岳地帯クルザスを領する宗教都市国家。
永きにわたりドラゴン族と戦い続けている国家で竜騎士が多く存在する。現在は他国との国交を断っており、都市外での一部の人との交流しかない。
国教イシュガルド正教の指導者である「教皇」が元首を兼ねる。戦争の女神ハルオーネを守護神として崇める。

アラミゴ（Ala Mhigo）
ガレマール帝国に滅ぼされ併呑された元軍事都市国家。
運よく帝国から逃れた人々が各国で難民となる一方、帝国領となったアラミゴでいまだ迫害を受け続けている人々もいる。

モードゥナ（Mor Dhona）
エオルゼア内陸部の湖水地方。エオルゼア史上初の空中会戦「銀泪湖上空戦」の激戦地である。

ガレマール帝国（Garlean Empire）
世界の「三大州」のうち西州を除く、北州・東州のほぼ全域を領する、エオルゼアを統一すべく各国に侵攻している軍事国家。「皇帝」を元首とする帝政国家。
支配民族であるガレアン族は先天的に魔法を行使できない者が多いため、高い技術力によって魔法の代替となる「魔導技術」が普及している。
第七霊災後、亡命ガレアン人達により、「魔導技術」も徐々にエオルゼアに普及しつつある。

シャーレアン（Sharlayan）
小大陸アルデナードの北西部にあるとされている、謎に包まれた学術都市国家。

ドマ（Doma）
東州オサード小大陸に位置する都市国家。ひんがしの国由来である忍者と侍を要する平和な国であったが、領土拡大をもくろむガレマール帝国によって城が陥落。25年の長きにわたり、帝国の属州として支配されている。
近年、大規模な反乱が起こるも、これに失敗し、現代理総督によって民衆の弾圧が激化しているという。

ひんがしの国（The Far East）
東州オサード小大陸よりも、さらに東の海を越えた先にあるという極東の島国である。
現在同国では鎖国政策が敷かれているが、貿易港である「クガネ」のみ、唯一異国船に対して開かれた港であり、ガレマール帝国はもちろん、エオルゼア諸国に至るまで、世界各地の船が入港する。
それゆえ、煌びやかな街並みを誇る商いの街であると同時に、諜報と政治の最前線でもあるという。どの国の人物も基本的には着物を着ており、会話の後にお辞儀をする風習がある。 侍の自警団がおり、ガレマール帝国の兵士も刀や火縄銃を用いている。

## 種族
ハイランダー女性及びミコッテ男性、ルガディン女性については、『新生FFXIV』から選べるようになる。アウラ族については、『FFXIV：蒼天のイシュガルド』から選べるようになる。ヴィエラ女性・ロスガル男性については、『FFXIV：漆黒のヴィランズ』から選べるようになる。ヴィエラ男性については、『FFXIV：暁月のフィナーレ』から選べるようになる。ロスガル女性については、『FFXIV：黄金のレガシー』から選べるようになる。
プレイヤー選択可能種族
ヒューラン（Hyuran）
もっとも現実の人間に近い。エオルゼアで人口が多い民族。他民族に比べ民族意識は希薄なため、自由を是とする気風が強い。
ミッドランダー（Midlander）
ヒューランの中でも、過半数を占めるヒューランの部族。過去、低地に入植した者が多いことから「ミッドランダー」と呼ばれる。
個人名は現実の中世ヨーロッパのアングロサクソン人・ケルト人・ブリントン人が使用した名前に近い。姓は職業などに由来する。
ハイランダー（Highlander）
高地ギラバニア地方を領していた、ヒューランの部族。「ミッドランダー」に対し「ハイランダー」と呼ばれる。ミッドランダー族に比べやや大柄で逞しい肉体を持つ。
城塞都市「アラミゴ」の主要構成民族であったが、ガレマール帝国侵攻により、祖国を失い流民となり、多くは交易都市「ウルダハ」に身を寄せる。
個人名は現実の中世ヨーロッパのゲルマン人・ノルマン人が使用した名前に近い。姓は戦いに関係ある言葉に由来する。
ミコッテ（Miqo'te）
大きく張り出した耳と、しなやかな長い尾が特徴の民族。古代に獲物を追い、氷結した海を渡ってきた狩猟民族の末裔で、エオルゼアでは人口が少ない民族。
サンシーカー（Seekers of the Sun）
太陽神アーゼマの信徒が多く、自らを「太陽の使人」と称するミコッテの部族。昼間を活動時間の中心とする生活を送る。オッドアイの者も少なくない。
思いたったら即座に行動するタイプであるが、その反面飽きやすく気分屋であると他種族から認識されている。
ムーンキーパー （Keepers of the Moon）
月神メネフィナの信徒が多く、自らを「月の防人」と称するミコッテの部族。夜間を活動時間の中心とする生活を送る。戦化粧をしている者が多い。
ララフェル （Lalafell）
小柄で尖った耳とずんぐりとした体型が特徴的な民族。幼児のような姿のまま成人し、年齢を重ねても変化がないため、他民族が年齢を判別するのは困難。
南洋諸島の農耕民族を祖とする交易を通じてエオルゼアに入植。他民族との交流に積極的で、どの民族とも友好関係を築いている。
プレーンフォーク （Plainsfolk）
ラノシア地方など、農耕に適した平野部に入植したララフェルの部族。農業を生業とする者が多いが、海洋都市「リムサ・ロミンサ」を拠点とし、海運や漁業を生業とする者もいる。
デューンフォーク（Dunesfolk）
ザナラーン地方など、荒涼とした砂漠地帯に入植したララフェルの部族。ウルダハの主要構成民族。
エレゼン（Elezen）
痩身長躯で長い手足が特徴的な種族。エオルゼアの先住民族で、古代において支配的地位を占めていたこともあり、誇り高い。ヒューランに比べやや長命。
名前は現実のフランス語に近い。
フォレスター（Forester）
黒衣森を中心とする森林地帯を拠点とする、エレゼンの部族。秩序と規律を重んじる。
建国に関わった「イシュガルド」や「グリダニア」に多く居住する。
シェーダー（Shader）
過去百年にわたり森林地帯の鍾乳洞を拠点とした、エレゼンの部族。
ルガディン（Roegadyn）
筋骨たくましい強靭な肉体を持つ民族。かつて北洋を荒らしまわった海賊の末裔で、古来に船で海からエオルゼアに渡ってきた。
ゼーヴォルフ（Seewolf）
北洋から襲来する「海の狼」として恐れられたルガディンの部族。海洋都市「リムサ・ロミンサ」の主要構成民族。船乗りや水兵を生業とする者が多い。
古来の慣習に従い、古ルガディン語由来の名前を名乗る。姓は父親の個人名に由来する。
ローエンガルデ（Lohengarde）
北アバラシア山脈の山岳部に入植したルガディンの少数部族。他種族からも覚えやすい共通語の通名を名乗る。
アウラ（Au Ra）
はるか東方のオサード小大陸にルーツをもつ種族。硬質化した肌の一部が鱗状になっていることと、側頭部から伸びる2本の角があることが特徴的である。
アウラ・レン（Raen）
淡く輝く白い鱗を有するアウラの部族。総じて静穏を好み、忍耐強い者が多い。近年海路を通じてエオルゼアに渡ってきた。
アウラ・ゼラ（Xaera）
闇に煌めく黒い鱗を有するアウラの部族。総じて武勇を好み、猛々しい者が多い。流浪の民として知られ、少数の家族単位で旅から旅への移動生活を続けるという。
ヴィエラ（Viera）
オサード小大陸の少数民族で、その名は「森の民」を意味する。古来より、森の奥深くで独自の共同体を築いて暮らしてきた歴史を持ち、近年まで他種族の生活圏に姿を表すことさえ少なかった。特に成人男性は単独での放浪生活を送るしきたりのため、目撃例すら稀である。なお、外見はヒューランやエレゼンに近しいが、耳が大きく発達しているのが特徴的。
ラヴァ・ヴィエラ（Rava）
森の暗がりに溶け込む褐色の肌を有するヴィエラの部族。自らを聖地たるゴルモア大森林を守る「森の護人」と定め、許可なく立ち入る者には、容赦なく槍と矢をもって応じる。
旧ダルマスカ王国の支配下にあっても、自治権を認められ、旧来の暮らしを保っていたが、外界へと進出した者もいた。
ヴィナ・ヴィエラ（Veena）
山を彩る冠雪のような白い肌を有するヴィエラの部族。スカティ山脈南側の山腹周辺を根拠地として、外界との接触を絶ち、今も古くからの狩猟採集生活を続けている。
そんな古来からの生活を捨て、山を降りた者もおり、戦乱の余波を受けて一部がエオルゼアへと旅立ったという。
ロスガル（Hrothgar）
イルサバード大陸に由来する民族。発達した筋肉に鋭い爪や牙を持ち、その顔つきは獅子や豹を思わせる。その容姿ゆえ古代においては野蛮な民と見られ、他種族との争いが絶えなかったが、共通語が浸透するにつれ相互理解が進み、次第に交流が増えていった。なお、男女の出生比率に極端な偏りがあり、女性を見かけることはほとんどない。
ヘリオン（Helions）
暖色の毛並みを有するロスガルの部族。イルサバード大陸南部のボズヤ地方にて、女王を中心に暮らしていた。彼ら自身の言葉では部族を表す語は存在していなかったが、ひとりの女性指導者を中心に、多くの男性が行動する社会構造を、太陽を中心に巡る彗星に喩え、共通語では「ヘリオン」と呼ぶ。
ロスト（The Lost）
寒色の毛並みを有するロスガルの部族。遠い過去に定住生活を捨て、移動生活を送るようになった人々。力仕事を担う季節労働者、荒事を請け負う傭兵、あるいは行商など、その時々で生業を変え、自由気ままに暮らしている。こうした生き様を、太陽を離れた彗星に喩えて「ロスト」と呼ぶ。

### 上記以外の種族
アマルジャ族（Amalj'aa）
焔神「イフリート」を信仰する、草原地帯「パガルザン」の遊牧民族。東に位置する聖地「ザナラーン」奪還のため、ウルダハに度重なる出兵を行っている。

　シルフ族（Sylph）
雷神「ラムウ」を信仰する、黒衣森に居住する小柄な民。元々は他種族に対して友好的であったが、ガレマール帝国の侵攻により、急速に態度を硬化。

　イクサル族（Ixali）
嵐神「ガルーダ」を信仰する、大渓谷「ゼルファトル」を拠点とする好戦的な山岳民。グリダニアとは敵対関係にある。

　コボルド族（Kobolds）
岩神「タイタン」を信仰する、バイルブランド島北部「オ・ゴモロ」の坑道に居住する地底民。リムサ・ロミンサと不可侵条約を結んでいたが、近年は天然資源を巡り、争いが絶えない。

　サハギン族（Sahagin）
海神「リヴァイアサン」を信仰する、バイルブランド島沖「蒼茫洋」の海底都市に暮らす海洋民。洋上で略奪行為をしており、リムサ・ロミンサとは敵対関係にある。

　バヌバヌ族（Vanu Vanu）
雲神「ビスマルク」を信仰する、アバラシア雲海に点々と浮かぶ浮島に棲まう原住民。イシュガルドとは敵対関係にある。

　グナース族（The Gnath）
武神「ラーヴァナ」を信仰する、高地ドラヴァニアの南部地域を根拠地とする、昆虫にも似た狩猟民。ドラゴン族とは敵対関係にある。

　コウジン族（Kojin）
豪神「スサノオ」を信仰する、東方地域の「紅玉海」に棲む亀が二足歩行をした姿の蛮族。水中での活動に長け、豊かな海の恵みを糧として暮らしてきた。物に宿る八百万の神を信じており、その依り代となる名品や逸品の類を集めることに余念がない。

　アナンタ族（Ananta）
美神「ラクシュミ」を信仰する、ギラバニア辺境地帯に棲まう先住民。その上半身は人に、下半身は蛇に似ており、女性のみで構成されるという特徴がある。また、魔法によって金属を成形し、美しい装身具を作り出す技を継承してきた。

　ガレアン族（The Garleans）
遠方のガレマール帝国において支配的地位にある民族。エオルゼアで目撃される帝国兵は全身甲冑の姿しか確認されていない。そのため「皮膚に甲冑や機械を移植しているとか、三つ目で其々別の場所を見ることができるとか」実しやかにエオルゼアで噂されているが、その実態は謎に包まれている。

　キキルン族（Qiqirn）
人間とは友好関係にある、エオルゼアの各地で見かける行商の民。ネズミのような姿をしている。

　マムージャ族（Mamool Ja）
傭兵稼業を生業としている、トカゲのような見た目の種族。ラノシアを中心に活動している。

　ゴブリン族（Goblin）
エオルゼアの各地で見かける放浪の民。マスクを被った小柄な姿をしている。

　モーグリ族（Moogle）
エオルゼアの希少種族。

　人狼族（Werewolf）
「ドマ」が治めるヤンサ地方の獣人種族。通常のヒューラン族の身体に、狼の頭がついているような姿である。人語を解しドマ民との交流も通常の村人同様に行っている。ドマの王に長らく仕えてきたが、帝国の支配になってからは兵に取られたり、それを拒み野盗と化した者もいる。

　ナマズオ族（Namazu）
東方地域の河川流域に古くから暮らしてきた種族。ナマズが二足歩行をしたような姿である。語尾に「ぺ」とつける特徴的な話し方をする。人との交流もあって、概ね友好的である一方、野生生活を送るものや、野盗化した集団もいるという。

　バンガ族（Bangaa）
トカゲのような外見の種族。マムージャ族より大柄な体型をしている。かつてダルマスカ王国ではヒューラン族とともに生活していたという。一般的な人間種族よりも長命である。

　ピクシー族（Pixies）
『FFXIV：漆黒のヴィランズ』の舞台である第一世界に登場する蛮族で、妖精郷「イル・メグ」に棲まう妖精種族。非常に小柄で、蝶を思わせる羽によって、空を舞う。優れた魔法の使い手であり、無邪気さと残酷さを併せ持つ。いたずら好きである。

　ン・モゥ族（Nu Mou）
第一世界に登場する蛮族で、どこか犬のようにも見える妖精種族。人と交わることを好み、かつてはフッブート王国と関係が深かった。現在も、他の妖精と共存しつつイル・メグで暮らしている。困っている人のもとを訪れて手助けをし、対価をもらうことを名誉としている。

　キタリ族（Qitari）
第一世界に登場する蛮族で、外見上は原初世界のキキルン族とそっくりである。

　レポリット族（Loporrit）
月に生息するウサギのような獣人種族。終末の厄災に備えるためにハイデリンによって創造され、月を人類が移住可能な「船」となるように永い時間をかけ整備していた。各々の役割・好物などを自らの名前にも反映し「～ングウェイ」と名乗っている。（例：リヴィングウェイ、プディングウェイ等）

## 蛮神
イフリート（Ifrit）
アマルジャ族が信仰する焔神。燃え盛る息と鉄を溶かす爪と天を焦がす角を持ち、挑んでくる者は容赦なく「地獄の炎」で焼き尽くす。

ラムウ（Ramuh）
シルフ族が信仰する雷神。古の知識を持つ理知的な「古の長老」として伝承で語られるが、森の聖域を犯す者には厳正なる審判者として「裁きの雷」を下す。

ガルーダ（Garuda）
イクサル族が信仰する嵐神。翼で宙を舞うその姿は実に優雅であるが、血の気の荒い残忍な性格のため「無慈悲な女王」と畏敬の念を抱かれている。

タイタン（Titan）
コボルト族が信仰する岩神。コボルト族を我が子のように慈しむ温厚な神であるが、戦いにおいては様相が一変する。

リヴァイアサン（Leviathan）
サハギン族が信仰する海神。かつて大津波「タイダルウェイブ」はリヴァイアサンの怨念と考え、その怒りを鎮めるため古来には生贄を捧げていた。

モグル・モグXII世（Good King Moggle Mog XII）
モーグリ族の伝承に登場する「最後の王」。もしくは、その存在を召喚した蛮神。「善王」の二つ名を持つ。

シヴァ（Shiva）
ドラゴン族との戦いに明け暮れるイシュガルドにおいて、そのドラゴン族に加担した者や戦いを拒否した者を異端者と呼ぶが、その者らを束ねる指導者、「氷の巫女」ことイゼルが、己の身に「聖女シヴァ」の魂を呼び降ろした「憑依型蛮神」。「氷神」の二つ名を持つ。

バハムート（Bahamut）
月の衛星「ダラガブ」に封印されていた古の龍神。封印が解かれ、メガフレアの炎によりエオルゼアを焼き尽くした「第七霊災」を引き起こし、姿をくらます。

フェニックス（Phoenix）
「太古より再生の象徴として崇められてきた幻獣」とされる存在が、人々の無意識の願いによって具現化した半蛮神。「不死鳥」の二つ名を持つ。

オーディン（Odin）
古の闘神。屈強な軍馬「スレイプニル」に跨り、倒すべき仇敵を求め黒衣森を彷徨い駆けている。

エンキドウ（Enkidu）
サブストーリークエスト「事件屋ヒルディブランド」に登場する友神。当初は「緑色のニワトリ姿」をしていたが後に復活。バトルではギルガメッシュと息の合ったコンビネーションを見せる。

ラーヴァナ（Ravana）
グナース族が信仰する武神。武を誇り、勇を好む、猛々しくも誇り高き神であり、その気質は豪放。戦いを神聖なものと捉え、月光剣「チャンドラハース」を手に悠然と決闘に臨む。

ビスマルク（Bismarck）
バヌバヌ族が信仰する雲神。雲海を遊弋する伝説の白鯨として、人々の間にも伝承が伝わる存在である。一方、バヌバヌ族の神話では祖先を浮島に導いた神とされ、「バブルブロウ」で悪を押し流す。

トールダン（ナイツ・オブ・ラウンド/Knights of Round）
トールダン7世とその親衛隊である総長ゼフィラン（声：内匠靖明）を筆頭とする蒼天騎士団を依り代に顕現した蛮神。
バトル上では非常に個性豊かな騎士との戦いが繰り広げられる。

アレキサンダー（Alexander）
ゴブリン族の科学者集団「青の手（Illuminati）」によって召喚された蛮神で、低地ドラヴァニアの「知神の水瓶」に沈んでいた「遺跡」を依り代として降ろされた「憑依型蛮神」である。「機工城」の二つ名を持つ。

セフィロト（Sephirot）
南方大陸メラシディアの樹状種族が信仰する魔神。魔大陸アジス・ラーに封印された「三闘神」のうちのひとつ。

ソフィア（Sofia）
南方大陸メラシディアの女神で、ルーツも文化も異なる多民族国家の国をまとめる「調和」と「均衡」を司る女神であったとされる。魔大陸アジス・ラーに封印された「三闘神」のうちのひとつ。

ズルワーン（Zurvan）
南方大陸メラシディアの人馬種族が信仰する鬼神。魔大陸アジス・ラーに封印された「三闘神」のうちのひとつ。

スサノオ（Susano）
コウジン族が信仰する豪神。三種の神器に宿っていた八百万の神の一柱であり、海の神としての顔も併せ持つ。戦をも祭りと愉しみ、挑むものには容赦なく、神剣「アメノムラクモ」を振りおろす。

ラクシュミ（Lakshmi）
アナンタ族が信仰する美神。美に加え、豊穣と癒しの力を持つとされ、神話によればアナンタ族にも、その力の一部を分け与えたとされる。心優しい存在であり、「魅惑の抱擁」によって信徒たちの心を癒す。

神龍（Shinryu）
クリスタルブレイブ残党のイルベルドが自身を含む同胞の犠牲と竜の眼を用いて召喚した、固有の神話を持たない蛮神。

ツクヨミ（Tsukuyomi）
「ドマ」の代理提督ヨツユがコウジン族に献上させた神器（鏡）と媒介となるクリスタルにより己の身に呼び降ろした「憑依型蛮神」。「夜神」の二つ名を持つ。

## 守護神
プレイヤーはゲームスタート時に守護神を決めるが、現在は特にステータスに関して差別化はされていないため、個人の自由で選択する。なお、パッチ4.1以前では守護神を選択することによって属性の初期ステータスにボーナスを得ていたが、パッチ4.2で属性ステータス自体が廃止となった。
- ハルオーネ…氷河と戦争を司る女神にして、都市国家イシュガルドの守護神。
- メネフィナ…双月と慈愛を司る女神。ミコッテのムーンキーパー族に信奉者が多い。
- サリャク…河川と知識を司る男神にして、都市国家シャーレアンの守護神。
- ニメーヤ…惑星と運命を司る女神。裁縫師には紡車を回して人々の命数を紡ぐとされる女神ニメーヤを信奉する者が多い。
- リムレーン…海洋と航海を司る女神にして、都市国家リムサ・ロミンサの守護神。
- オシュオン…山岳と放浪を司る男神。採掘師の間では定説となっている大陸漂流説から、放浪の神オシュオンを崇める者が多い。
- ビエルゴ…建築と工芸を司る男神。
- ラールガー…彗星と破壊を司る男神にして、都市国家アラミゴの守護神。
- アーゼマ…太陽と審理を司る女神。ミコッテのサンシーカー族に信奉者が多い。
- ナルザル…地底と商売を司る男神にして、都市国家ウルダハの守護神。通説ではナルとザルの二面の神であり、双子と解釈される。
- ノフィカ…大地と豊穣を司る女神にして、都市国家グリダニアの守護神。
- アルジク…重力と時間を司る男神。過去を求める歴史家や、未来を求める占い師たちの信仰の対象となっている。

## 主な登場人物

### ウルダハ
ナナモ・ウル・ナモ（Nanamo Ul Namo）
声 - 伊瀬茉莉也
ウル朝ウルダハ王家第17代当主でウルダハの女王であるララフェルの女性。

ラウバーン・アルディン（Raubahn Aldynn）
声 - 安元洋貴
ウルダハの砂蠍衆の一人にして、グランドカンパニー「不滅隊」の代表者であるヒューランの男性。「迅雷の猛将」の異名を取る。

ピピン・タルピン（Pipin Tarupin）
声 - 檜山修之
グランドカンパニー「不滅隊」の将校を務めるララフェル族の男性。階級は少闘将。元孤児で、ある出来事でラウバーンの養子となる。アラミゴ方面で極秘作戦を指揮していた。

モモディ（Momodi）
ウルダハの冒険者ギルドが置かれている「クイックサンド」の女将であるララフェルの女性。

### グリダニア
カヌ・エ・センナ（Kan E Senna）
声 - 田中理恵
グリダニアの精霊評議会の議長にして、三重の幻術皇の一人であるヒューラン・角尊（つのみこと）の女性。グランドカンパニー「双蛇党」の代表者。「双蛇将」「不屈の巫女」と称される。

ラヤ・オ・センナ（Raya O Senna）
グリダニアの大神官の一人にして、三重の幻術皇の一人であるヒューラン・角尊の女性。カヌ・エ・センナの妹。

ア・ルン・センナ（A Ruhn Senna）
声 - 天﨑滉平
グリダニアの大神官の一人にして、三重の幻術皇の一人であるヒューラン・角尊の青年。カヌ・エ・センナの弟。

エ・スミ・ヤン（E Sumi Yan）
グリダニアの幻術士で、幻術士ギルドのギルドマスターを務めるヒューラン・角尊の男性。見た目は青年の姿をしているが、現在最高齢の角尊で、年齢は推定230歳。深遠な知識を持つ賢者であり、多くの角尊を育ててきた。

ミューヌ（Miounne）
グリダニアの冒険者ギルドが置かれている「カーラインカフェ」のマスターであるエレゼンの女性。

### リムサ・ロミンサ
メルウィブ・ブルーフィスウィン（Merlwyb Bloefhiswyn）
声 - 田中敦子
リムサ・ロミンサの提督にして、グランドカンパニー「黒渦団」の代表者であるルガティンの女性。「無敵の提督」と称される。元海賊で海賊団「シルバーサンド一家」を率いていた。

エインザル・スラフィルシン（Eynzahr Slafyrsyn）
声 - 喜山茂雄
グランドカンパニー「黒渦団」の副官（黒渦団軍令部総長）を務めるルガディンの男性。階級は大甲将。かつて「霧髭一味」と呼ばれた伝説の海賊の元頭領（霧髭）であった。

レイナー・ハンスレッド（Rayner Hansred）
リムサ・ロミンサの海軍「バラクーダ騎士団」の団長であるヒューランの男性。

バデロン（Baderon）
リムサ・ロミンサの冒険者ギルドが置かれている「溺れた海豚亭」のマスターであるヒューランの男性。元傭兵である。

スタルマン（Sthalmann）
かつてリムサ・ロミンサの海軍「バラクーダ騎士団」の団長であったルガティンの男性。現在はロスティンスタル（Rostnsthal）に名を変え、イシュガルドのスカイスチール機工房の指南役を務める。

### イシュガルド
エドモン・ド・フォルタン伯爵（Count Edmont De Fortemps）
声 - 沢木郁也
エレゼンの男性。イシュガルド四大名家のひとつ、フォルタン家の現当主で冒険者を客人として受け入れる。

アイメリク・ド・ボーレル（Aymeric de Borel）
声 - 鈴木達央
イシュガルド神殿騎士団総長を務める、エレゼン族の騎士。名門貴族の出身ではないが、その才と数々の功績により、若くして神殿騎士団のトップに上り詰めた。
ドラゴン族との果てなき戦いが続くなか、皇都の民を護るために奔走する。
オルシュファン・グレイストーン（Haurchefant Greystone）
声 - 西田雅一
エレゼンの男性。イシュガルド四大名家のひとつ、フォルタン家の騎士。
クルザス中央高地「キャンプ・ドラゴンヘッド」に居を構える。イシュガルドは鎖国状態であることから他所者への風当たりが悪いのだが、その中で傭兵や冒険者への受け入れに積極的な変わり者である。
心身共に弱かった母親の元で育ったことから、強い肉体と心の持ち主に対して強い尊敬と憧れを抱いている。
エスティニアン・ヴァーリノ（Estinien Varlineau）
声 - 浜田賢二
「蒼の竜騎士」としてドラゴン族と戦う、エレゼン族の竜騎士。別名「屠龍（とりゅう）のエスティニアン（Estinien Wyrmblood）」とも呼ばれる。建国の英雄が邪竜「ニーズヘッグ」から奪い取ったという「竜の眼」の継承者であり、その力を引き出して竜さながらに戦う。
イゼル・ダングラン（Ysayle Dangoulain）
声 - 内田真礼
「氷の巫女」の異名で知られる、エレゼン族の女性。
イシュガルド正教の教えに反し、ドラゴン族と連携する「異端者」勢力の新たな指導者。
千年続く人とドラゴン族との戦いの終結を望んでいる。
トールダン7世（Archbishop Thordan VII）
声 - 辻親八
イシュガルド正教の最高司祭「教皇」の座にある、エレゼン族の聖職者。
教皇が王権を有する宗教都市「イシュガルド」においては、政治と宗教の指導者であり、民にとっては崇敬の念の対象である。

### ドマ
ヒエン・リジン（Hien Rijin）
声 - 小西克幸
ヒューランの男性。「ドマ」の正当なる君主・カイエンの血を引く若者。

ユウギリ（Yugiri）
声 - 佐藤利奈
アウラ・スイ族の女性。はるか東方オサード小大陸の辺境都市「ドマ」より、エオルゼアへと落ち延びてきた難民たちの指導者。エオルゼアに来た頃は、アウラであることを隠すため全身を衣服で覆っていた。忍術の心得がある。ドマ的表記では夕霧。

ゴウセツ（Gosetsu）
声 - 秋元羊介
「ドマ」出身の侍でルガディンの男性。長年、ドマ君主に仕えてきた重鎮だが、25年前の帝国による侵略に際しては、奮戦も実らず敗北。その後も祖国再興のため戦い続けてきた。豪胆で情に厚く、剣豪として名を轟かせている。

### 暁の血盟
第七霊災後に十二跡調査会と救世詩盟が合併した組織。エオルゼア救済を目的として結成された。
メインストーリーの主要組織とされ、冒険者に深く関わってくる。
ミンフィリア・ウォード（Minfilia Warde）
声 - 沢城みゆき / 鎌倉有那（5.0）
ヒューランの女性。元十二跡調査会の会長にして暁の血盟の盟主。他のメンバーとは違い戦う術を持たないが、困難にも屈しない強い意志を持つ女性。

サンクレッド・ウォータース（Thancred Waters）
声 - 中村悠一
ヒューランの男性。一見軟派な優男に見えるが、目を見張る程の短剣の使い手であり、ただ者ならない人物である。ウルダハ担当だった元救世詩盟のメンバー。暁の血盟においても引き続きウルダハ担当。

イダ・ヘクスト（Yda Hext）／リセ・ヘクスト（Lyse Hext）
声 - 遠藤綾
ヒューランの女性。相棒のパパリモとともに色々な騒動を起こす。時には軽薄そうな態度を取ることもあるが、格闘術の達人。グリダニア担当だった元救世詩盟のメンバー。暁の血盟においても引き続きグリダニア担当。後にイダという名前は実の姉（故人）の名前で、本名は「リセ」であると明らかにされた。

パパリモ・トトリモ（Papalymo Totolymo）
声 - 喜多村英梨
ララフェルの青年。直情的である相棒のイダとは意見が対立することも少なくない。外見に似合わず、冷やかな毒舌家。エーテル学に精通している。グリダニア担当だった元救世詩盟のメンバー。暁の血盟においても引き続きグリダニア担当。

ヤ・シュトラ・ルル（Y'shtola Rhul）
声 - 茅野愛衣
ミコッテの女性。高度な魔法の使い手で、古代語や伝承に精通するなど謎めいた美女。リムサ・ロミンサ担当だった元救世詩盟のメンバー。暁の血盟においても引き続きリムサ・ロミンサ担当。
「ディシディア ファイナルファンタジー」に登場。

ルイゾワ・ルヴェユール（Louisoix Leveilleur）
声 - 清川元夢
エレゼンの老人。北洋諸島「シャーレアン本国」より来た賢人。元救世詩盟の盟主。第七霊災後消息不明。

ウリエンジェ・オギュレ（Urianger Augurelt）
声 - KENN
エレゼンの男性。北洋諸島「シャーレアン本国」より来た賢人。ルイゾワと行動をともにしていた元救世詩盟のメンバー。
常にフードを被っており詩的な台詞が特徴なミステリアスな男性。

アルフィノ・ルヴェユール（Alphinaud Leveilleur） / アリゼー・ルヴェユール（Alisaie Leveilleur）
声 - 立花慎之介 / 村川梨衣
エレゼンの双子兄妹。ルイゾワの孫。
兄であるアルフィノは政治などに通じており知的な印象であるが、年相応の世間知らずのおぼっちゃま的な行動が目立つ少年。
妹のアリゼーは兄に対し気が強く、自ら行動しなければ気が済まないお転婆な少女である。

タタル・タル（Tataru Taru）
声 - 伊瀬茉莉也
ララフェルの女性。暁の血盟の事務職員。受付から経理まで、諸々の業務を行っている。

### ガーロンド・アイアンワークス
それぞれ特定のグランドカンパニークエストを完了すると発生する、メインストーリーイベント。
ビックス&ウェッジは度々暁の結盟と協力する関係となる。シドは後のメインクエストで再会することになる。
シド・ナン・ガーロンド（Cid nan Garlond）
声 - 小山力也
「ガーロンド・アイアンワークス」社の社長。エオルゼアに亡命してきたガレマール帝国人。亡命後の名前はシド・ガーロンド（Cid Garlond）。帝国において「機工士」の称号を贈られた天才的魔導技術者。
ビッグス（Biggs）
声 - 井上剛
「ガーロンド・アイアンワークス」社の社員。ルガディンの男性。
ウェッジ（Wedge）
声 - KENN
「ガーロンド・アイアンワークス」社の社員。ララフェルの男性。

### バルデシオン委員会
「星の意思」とそれに接触し得る「超える力」について調べているという組織。本部はシャーレアンの本国北洋諸島にあるバル島に置かれている。暁の血盟に対して、知識・技術的、資金的援助を行っており、後ろ盾となっている。
クルル・バルデシオン（Krile Baldesion）
声 - 南條愛乃
ララフェルの女性。バルデシオン委員会のメンバー。ミンフィリアの友人であり、ヤ・シュトラやアルフィノ・アリゼー兄妹とも旧知の仲。ガラフという名の祖父がいる。

グ・ラハ・ティア（G'raha Tia）
声 - 内田雄馬
ミコッテの男性。バルデシオン委員会のメンバー。第七霊災後に地中から現れたクリスタルタワーを監視するために派遣された。お調子者だがアラグ帝国の歴史に関する知識は豊富であり、「アラグの賢人」と呼ばれている。先祖から受け継がれた「紅血の魔眼」（the Allagan Eye）を持つ。

### ガレマール帝国
ソル・ゾス・ガルヴァス（Solus zos Galvus）
声 - 高橋広樹
ガレマール帝国を建国した初代皇帝。帝国の前身「ガレマール共和国」の名家に生まれ、数々の戦功を立て軍団長にまで登り詰めると軍制改革を断行し、共和国を一大強国に変えた。
その功績から市民の圧倒的な支持を受け、国家元首である「独裁官」に就任した。その後、北州統一のおり帝政に移行し、皇帝に即位した。

ヴァリス・ゾス・ガルヴァス（Varis zos Galvus）
声 - 中田譲治
ガレマール帝国の二代皇帝。ソル・ゾス・ガルヴァスは祖父、ゼノス・イェー・ガルヴァスの父である。皇族の中でも、もっともソル帝の血を色濃く受け継いでいる。皇帝即位前はヴァリス・イェー・ガルヴァスという名であった。ガレマール帝国軍の全軍団を統括する要職「大将軍」を9年もの間務め上げた実績を持つ。
ガレマール帝国皇帝ソル・ゾス・ガルヴァスの崩御が伝えられ、同時に後継者争いが繰り広げられた。この時、ソル帝の「拡張主義」と「蛮神の積極的討伐」という方針を嫌う一派が、ヴァリスの叔父（ソル帝次男）を擁立したことで帝位争いが激化するも、最終的にヴァリス・イェー・ガルヴァスが後継者争いを制し、ほどなく二代目皇帝「ヴァリス・ゾス・ガルヴァス」として即位した。

ゼノス・イェー・ガルヴァス（Zenos yae Galvus）
声 - 鳥海浩輔
現皇帝ヴァリス・ゾス・ガルヴァスの実子。ガレマール帝国の皇太子（正統皇位継承者）にして第XII軍団軍団長。戦いを『狩り』と見立て、常に強敵との邂逅を望む猛将。肩書に引けを取らないほどの知性と武力の持ち主であり、敵味方共に恐れられる存在であるが、心酔する部下も現れるカリスマ性の持ち主。他のガレアン族男性と違い中世的な顔立ちをしている。
『ディシディアファイナルファンタジー』にもヴィランズ側のキャラクターとして登場。

ガイウス・ヴァン・バエサル（Gaius van Baelsar）
声 - 大塚明夫
ガレマール帝国軍第XIV軍団の軍団長にして、アラミゴ準州臨時属州総督。「漆黒の王狼」の異名を取る。皇帝の寵愛を巡り、ネールとは対立関係にある。
過去に5つの都市国家を征服し、属州とした功績を立てており、軍事のみならず占領統治における政治的手腕にも優れている。

ネール・ヴァン・ダーナス（Nael van Darnus）
ガレマール帝国軍第VII軍団の女性の軍団長。本名はユーラ。「白銀の凶鳥」の異名を取る。皇帝の寵愛を巡り、ガイウスとは対立関係にある。建国の英雄である父の病死により、その地位を受け継いだ。就任後まもなく亡父の腹心の部下であった幕僚たちを処刑するなど、己に刃向かう者は味方すらも手に掛けるその残忍さから敵国・本国問わず悪名高い。

ネロ・トル・スカエウァ（Nero tol Scaeva）
声 - 北沢力
ガレマール帝国軍第XIV軍団の幕僚長。帝国本国で機工師として数々の魔導兵器開発に携わり、その技能をガイウスに買われ幕僚長の地位に就いた。

リウィア・サス・ユニウス（Livia sas Junius）
声 - 大原さやか
ガレマール帝国軍第XIV軍団の分権隊長。彼女に天賦の軍才ありと見抜いたガイウスにより、彼の被後見人となった。成長後、数々の戦功を立て、その期待通りの働きをした。

リットアティン・サス・アルヴィナ（Rhitahtyn sas Arvina）
声 - 遠藤大智
ガレマール帝国軍第XIV軍団の陣営隊長。属州出身のルガティンであるが、その巧みな用兵術をガイウスに認められ、陣営隊長とされた。

レグラ・ヴァン・ヒュドルス（Regula van Hydrus）
声 - 小杉十郎太
ガレマール帝国軍第VI軍団の軍団長。ヒュドルス家の長男として生まれて幼い頃から宮廷に出入りしており、ガレマール帝国の二代皇帝「ヴァリス・ゾス・ガルヴァス」とは古くからの親友。皇位継承権を巡る争いが激化しつつあった時期には、軍団長としていち早くヴァリス支持を表明した。

### アシエン
太古より惑星ハイデリンで暗躍を続け、破壊と混沌をもたらす不死の存在。
アシエン・ラハブレア（Ascian Lahabrea）
声 - 池田秀一
ラハブレアの座に就く太古から存在するオリジナルのアシエン。漆黒のローブに赤い仮面を身に着けた天使いのリーダー。

アシエン・エリディブス（Ascian Elidibus）
声 - 石田彰
エリディブスの座に就く太古から存在するオリジナルのアシエン。白色のローブを着用し「調停者」を自称する。その姿は「超える力」を持つ者にしか認識できない。

アシエン・パシュタロット（Ascian Pashtarot）
転生組のアシエン。

アシエン・ナプリアレス（Ascian Nabriales）
声 - 吉田真澄
第十二世界を担当していた転生組のアシエン。

アシエン・エメトセルク（Ascian Emet-Selch）
声 - 高橋広樹
エメトセルクの座に就く太古から存在するオリジナルのアシエン。顔に浮かぶ紋章は死の天使ザルエラ。

## スタッフ
2010年12月10日付で開発体制の変更が発表されている。
- 吉田直樹[93][94] - プロデューサー兼ディレクター
- 玉井進太郎 - アシスタントディレクター
- 河本信昭 - リードプランナー（元ディレクター）
- 松井聡彦 - リードバトルプランナー
- 橋本善久 - テクニカルアドバイザー
- 吉田明彦 - リードアーティスト
- 皆川裕史 - リードUIアーティスト兼リードWebコンテンツアーティスト
- 岩尾賢一 - 世界設定
- 佐藤弥詠子 - シナリオ
- 前廣和豊 - シナリオ
- 菊池雄一 - カットシーンデザイナー
- 千葉知樹 - マップデザイナー
- 馬場敬一 - キャラクターデザイナー
- 市田真也 - モーションデザイナー
- 生守一行 - ムービーディレクター
- 祖堅正慶 - サウンドディレクター兼 作編曲
- 鈴木敏章 - クエスト＆イベントプランナー

外部協力
- 天野喜孝 - タイトルイラスト
- 植松伸夫 - 作曲（Ver.1.0まで、Ver.1.0~Ver.4.0までのテーマ曲）
- スーザン・キャロウェイ - テーマソング歌唱
- AKINO from bless4 - 歌唱担当
  - 万魔殿パンデモニウム煉獄編：BGM「Scream」
  - 黄金のレガシーEDテーマ「Smile」

元スタッフ
- 田中弘道 - 開発体制の変更と内容の不振の責任をとりプロデューサー職より退任。
- 髙井浩 - リードデザイナー(現在はFF16ディレクターを担当)
- 春日秀之 - リードプログラマー（2018年にスクウェア・エニックスを退職）

## カフェ
ファイナルファンタジー エオルゼアカフェ
パセラリゾーツが運営するコラボカフェが秋葉原・大阪市に出店。ゲーム内に実装されている料理などを提供。
期間限定で横浜にも出店していた。

## メディア

### webラジオ
南條愛乃・エオルゼアより愛をこめて
2014年11月7日～2022年9月30日まで音泉、HiBiKi Radio Stationにて配信されていたWebラジオ番組。全396回。毎週金曜日更新。パーソナリティは南條愛乃。なお、南條は後述する『光のお父さん』でマイディーの声を担当している。

### テレビドラマ
ファイナルファンタジーXIV 光のお父さん
厳密な意味での「『ファイナルファンタジーXIV』のテレビドラマ化」とは異なるが、1ユーザーの私的ブログ、「一撃確殺SS日記」内で連載されていた実録プレイログ「【FF14】 光のお父さん計画」が、『ファイナルファンタジーXIV 光のお父さん』という題名でテレビドラマ化、毎日放送の深夜ドラマ枠である『ドラマイズム』にて2017年4月から5月まで放送された（ドラマ制作の発表は前年2016年12月24日に発表）。出演は千葉雄大・大杉漣など。
このドラマに先立ち、書籍版（単行本及びKindle）が2017年3月16日に発売された。

### ニコニコ生放送応援番組
ファイナルファンタジーXIV CHANNEL
2014年9月27日〜2016年7月3日までニコニコ生放送で配信されていた。不定期で放映されていた。パーソナリティは、秋乃けい（2017年1月に山口慧に改名）。シーズン1からシーズン3まで放映された。番組内でメンバーは新兵と呼ばれていた。
シーズン1からのメンバーは、小川暖奈、夏江紘実、小池美由、葉月ゆめ。シーズン2は番組内でオーディションが行われ選ばれたのは、まろんまろん西村、溝口恵、吉沢七海、若木萌。シーズン3は1と2の8名の他に追加で、寺田友葉とイノシマ全治6ヶ月が選ばれる（イノシマは途中で卒業）。

これからはじめるファイナルファンタジーXIV「学園エオルゼア」
2016年8月21日から2017年4月1日までニコニコ生放送で配信されていた初心者向けの応援番組。番組パーソナリティは前身の14チャンネルから小池美由とまろんまろん西村（2017年6月ににしむらベイビーに改名）が抜擢された。学園風景の方式で放映されており、課外授業も2度行われた。
生徒達は小野健斗、小澤真利奈、副島淳、永井理子。

### 書籍

#### 小説
FINAL FANTASY XIV　光の回顧録　Chronicles of Light
Lodestone（公式サイト）で公開された「第七霊災回顧録」、「蒼天秘話」、「紅蓮秘話」に、開発チームによる書き下ろし４編を加えた、全25編を収録した『ファイナルファンタジーXIV』初の公式短編集。（2019年3月9日発売）

#### 漫画
ファイナルファンタジーXIV 私立エオルゼア学園
漫画配信アプリのマンガUP!で連載された、ゲーム本編とは異なる世界観・設定で描かれるコメディ漫画。作画を雨壱絵穹が担当し、FFXIV運営チームが監修している。（2021年12月24日 - 2022年12月9日【プレミアム公開】連載。2023年2月7日発売）

## イベント

### プロデューサーレターライブ(PLL)
プロデューサー兼ディレクターの吉田直樹とコミュニティチームの室内俊夫が次期、実装コンテンツなどを紹介するLive放送。
おおよそ月1回のペースで放送している。
基本的には、スクウェア・エニックス本社からの放送だが、出張版としてゲームイベント（E3、東京ゲームショウ等）や、FF14単体の交流イベントとして各地を回った際にその場所から放送することもある。

### パッチノート朗読会
PLLと同じ構成で、公開済みの次期パッチノートを読み上げるだけのLive放送。適宜補足説明が行われる。
拡張パッケージのアーリーアクセス前日かメジャーパッチ導入の前日に放送している。
PLLと同じく、基本的にはスクウェア・エニックス本社からの放送だが、それ以外の場所で放送される場合もある。

### ファンフェスティバル
2年に1度。日本では東京にて行われるファンフェスティバル。
次期拡張パックのPRも兼ねて北米・日本・欧州で行われる。
また運営元・パッチリリース時期が違うため、同時開催はされないが中国・韓国でも同様にファンフェスティバルが開催されている。

## 受容

### コロナウイルスとのかかわり
コロナウイルスが流行した2020年には、この病で死去したプレイヤー2名の葬儀がゲーム内で行われた。葬列は都市ウルダハから中央森林の長老の木まで進み、参列者は数百人に上ったという。